# Postgeschichte von Cottbus
Die Postgeschichte von Cottbus, einer kreisfreien Stadt in Brandenburg, reicht bis in das Jahr 1692 zurück, in dem eine Reit- und Fahrpostverbindung von Berlin/Cölln nach Cottbus eingerichtet wurde.
Auf diese Zeit geht das Ritual des „Postkutsche-Putzens“ zurück, das sich im über die Grenzen der Stadt hinaus bekannten Zungenbrecher vom Cottbuser Postkutscher verewigte: Der Cottbuser Postkutscher putzt den Cottbuser Postkutschkasten. Seit über 150 Jahren dient der Postkutscher als Werbeträger der Stadt. Im Jahr 2006 wurde am Stadttor (Lindenpforte) die Plastik Der Cottbusser Postkutscher des Künstlers Christian Uhlig aufgestellt, die den Zungenbrecher humorvoll darstellt.

## Mittelalter bis 1944

### Die allgemeine nicht öffentliche Post im Mittelalter
Bis zum späten Mittelalter gab es keine öffentliche Post. Nur Kaiser und Reichsfürsten nutzten Boten und Reiter, die mit schriftlichen Nachrichten direkt zu den Zielorten geschickt wurden. Kaufleute und Zünfte beförderten ihre Briefe durch ortseigene Botenanstalten. Am Anfang war die Post eine herrschaftliche Post, die nicht der Allgemeinheit zugänglich war. Erst um 1530 wurde die Post öffentlich. Durch regelmäßige Postverbindungen waren die mitteleuropäischen Städte miteinander verbunden. Im Abstand von je einer Tagesreise wurden feste Poststationen aufgebaut. Diese Stationen bekamen im Laufe der Zeit erhebliche wirtschaftliche Bedeutung. Sie waren Treffpunkt, Gasthaus, Herberge, Pferdestall, Tausch- und Handelsplatz. Poststationen wurden zu einem wichtigen zentralen Punkt bei der Entwicklung von Dörfern und Städten.

### Entwicklung der Post bis zum Bau des ersten Postamtes 1692
Bereits im Jahr 1580 erließ der Kurfürst Johann Georg die erste brandenburgische Botenordnung. In der Folgezeit wurden vermehrt reitende Boten eingesetzt. Kurfürst Johann Sigismund erließ im Jahr 1614 eine neue Botenordnung, die aber erst im Jahr 1660 in Kraft trat. 1692 führte die sächsische Post auf ihrem Weg von Dresden nach Warschau direkt über Cottbus. Cottbus lag als brandenburg-preußische Enklave mitten im kurfürstlichen Sachsen. Es wurde deshalb notwendig, in Cottbus ein preußisches Grenzpostamt einzurichten. Damals befand sich die Postexpedition im Gebäude des Amtsrates Hubert. Vermutlich war dies das erste Cottbuser Postamt.

### Postkutschen und Postillione bis zum Ende der Postkutschenzeit 1872

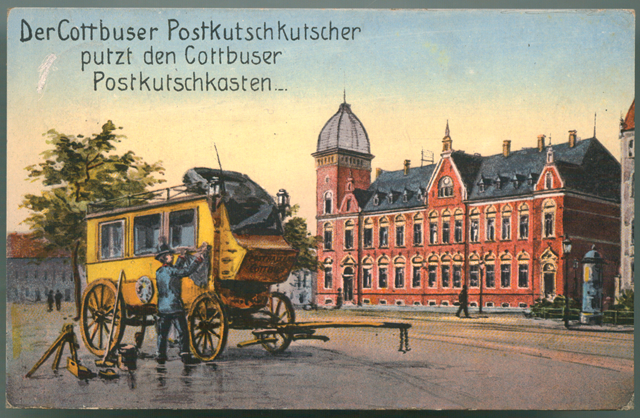
Postkarte mit Zungenbrecher

Bis 1692 lässt sich das Ritual des „Postkutsche-Putzens“ zurückverfolgen, denn die damalige Postordnung schrieb den Postillonen vor, dass sie mit sauberen Kutschen vor dem Posthaus vorzufahren hatten. Bereits im Jahr 1692 existierte in Brandenburg eine Reit- und Fahrpostverbindung von Berlin/Cölln bis nach Cottbus über den sächsischen Ort Lieberose. Der Cottbuser Postillion hatte die Aufgabe, Personen mit der Postkutsche zu befördern. Die Ankunft der Postkutsche wurde bis zum Jahr 1694 durch das Horn des Postkutschers angezeigt, dann verbot der Kurfürst den Postkutschern ihr Horn in der Stadt zu blasen.
Im Jahr 1698 wurde eine weitere Fahrverbindung zur Personenbeförderung zwischen Berlin und Cottbus mit der Postkutsche eingerichtet. In der Blütezeit der Postkutschen, ungefähr 1852, wurden täglich 14 Poststrecken von 14 Postillionen befahren. In der Posthalterei standen dafür in Cottbus 44 Postpferde bereit. Bis zu 60 Passagiere am Tag brauchten eine Unterkunft in Cottbus. Im Jahr 1866 wurde Cottbus an das Eisenbahnnetz angeschlossen und es öffnete sich ein neues Tor zur Welt. Durch die Angliederung der Niederlausitz an das Eisenbahnstreckennetz verringerte sich allerdings die Anzahl der Postrouten. So verfügte die Posthalterei im Jahr 1867 nur noch über zwölf Postillione und 40 Pferde. Ein Jahr später waren es nur noch zehn Postillione, 25 Pferde und acht Postkutschen. Am 29. Februar 1872 fuhr die letzte Fahrpost nach Forst, die Eisenbahn hatte die Postkutsche abgelöst. Die Postillione waren ihrer eigentlichen Funktion enthoben und kutschierten fortan nur noch Pakete von den öffentlichen Einsammelstellen zum Postamt und zum Bahnhof. Nach Beendigung der Personenbeförderung im Jahr 1872 blieb die Berufsbezeichnung „Postillion“ bis zum motorisierten Transport der Postsachen in den zwanziger Jahren bestehen. Im Jahr 1878 verkehrte endgültig die letzte Personenpostkutsche.

### Entwicklung der Post und der Poststandorte von 1700 bis 1944

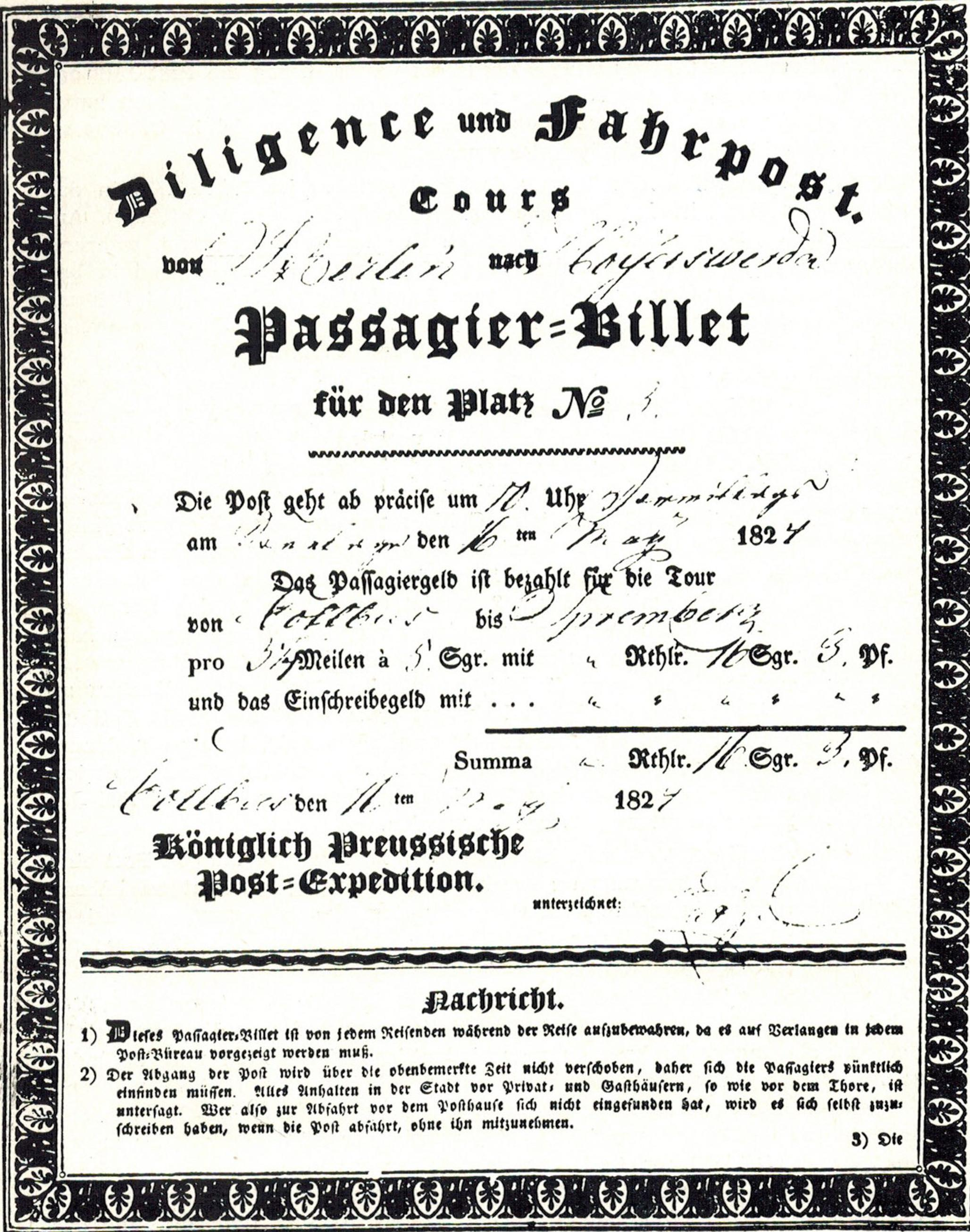
Passagier – Billet für die Postkutsche von 1824

Die erste Cottbuser Postanstalt befand sich im Jahr 1700 in der Sandower Gasse – Ecke Gertraudenstraße. Im Jahr 1701 wurde die abgehende Fahrpost in Richtung Berlin zweimal wöchentlich von der Sandower Straße 54 aus abgefertigt. Das Fahrgeld für einen Reisenden mit der Postkutsche betrug 1702 pro Meile und Person fünf Groschen, zuzüglich des Postillontrinkgeldes. Das Briefporto kostete zu der Zeit einen Groschen und sechs Pfennige. Nach der Postordnung von 1711 musste Geld im Postamt in Gegenwart des Postmeisters in den Brief eingelegt und dann versiegelt werden. Die Sendung wurde dann in besondere Verwahrung des Postillons genommen. Nur ein Jahr später wurde festgelegt, dass Briefe grundsätzlich zu versiegeln waren. Die Postsachen wurden dem Postmeister eigenhändig ausgeliefert und wurden in das Postannahmebuch eingetragen. Die Einrichtung einer Paketbestellung beim hiesigen Postamt erfolgte am 1. Juli 1862. Das Porto für ein Paket betrug eineinhalb Silbergroschen.
Seit dem Ende des 17. Jahrhunderts gab es in Cottbus eine erste Poststation, zunächst in der Spremberger Gasse (heute Spremberger Straße, gegenüber der heutigen Schlosskirche). Die Cottbuser Postexpedition (was heute etwa einer Postagentur entspricht) war im Jahr 1801 auf dem Gelände des späteren Amtsgerichtes am heutigen Schlossberg untergebracht. Am 15. April 1810 wurde erstmals eine Karte mit allen Poststationen in Cottbus und Umgebung herausgegeben und im Posthaus öffentlich ausgelegt. Die königliche Postexpedition wurde am 29. November 1811 in das Haus des Färbers Mundt vor das Luckauer Tor verlegt. Die Postexpedition zog im Jahr 1819 in das Haus Klosterstraße 180 (unweit der Wendischen Kirche – heute Teil des Geländes Klosterstraße 18). Im Jahr 1824 befand sich die Post im Luckauer Viertel, Haus Nummer 180. Der aus Sachsen stammende Hauptmann a. D. Peter Joachim Schröder war seinerzeit Postmeister und besorgte mit den Postsekretären Michaelis und Lutze die Postgeschäfte.
Das Cottbuser Postamt bekam am 1. Juli 1835 einen weiteren neuen Standort im „Lobedanschen Haus“ in der Spremberger Straße 74, dem späteren Kaufhaus Waldschmidt, heutige Gaststätte „Stadt Cottbus“.
Im Jahr 1852 wurde die Passagierstube der Post von der Spremberger Straße 74 in das gegenüberliegende Haus des Gastwirts Zesch verlegt. Hier konnten die Fahrgäste verköstigt werden, und sie übernachten dort. Die Gaststube trug später den Namen „Alte Post“.
Im Jahr 1853 zog die Passagierstube erneut um, diesmal in die Spremberger Straße 44, in das Haus des Bäckermeisters Kriesche (direkt neben der Schlosskirche). Der technischen Fortschritt, die Telegrafie, machte auch vor Cottbus nicht halt. So wurde am 16. Juli 1858 in der Wallstraße 7 (heute Friedrich-Ebert-Straße) die erste Telegrafenanstalt der Stadt errichtet. Bis 1869 entwickelte sich die Telegrafie so rasch, dass auf dem Grundstück der Post in der Berliner Straße mietweise eine Telegrafenstation untergebracht wurde. Auch die Postverbindungen nahmen sehr deutlich zu, so gab es im Jahr 1862 täglich vier Postkutschen, die von Cottbus nach Guben fuhren. Im Jahr 1866, mit dem Anschluss von Cottbus an das Eisenbahnnetz, wurde auch Post mit der Bahn transportiert. Dazu wurde am 1. Juli 1871 sogar eine Zweigstelle der Post auf dem Bahngelände eingerichtet.
Die Postverwaltung kaufte im Jahr 1875 das Grundstück am Berliner Platz 3 um den Postbetrieb zu zentralisieren. Das Gelände wurde für 169.500 Taler vom Post-Fiskus, dem Generalpostmeister Heinrich von Stephan, erworben. Bereits am 16. Dezember 1876 verlegte man den gesamten Postdienstbetrieb zum Berliner Platz 3. Im November 1877 wurde im Rathaus Cottbus das erste Telefon aufgestellt. Am 24. April 1878 wurde die erste Bahnpost für Cottbus auf dem Görlitzer Bahnhof (späterer Staatsbahnhof und heutiger Hauptbahnhof) errichtet. Bereits im Jahr 1880 erwarb die Post weitere Flächen, um mit der Entwicklung schritthalten zu können. Die bestehenden Botenposten wurden am 15. Mai 1885 zwischen Cottbus-Bahnhof und Madlow aufgehoben, an deren Stelle errichtete man eine Landpostfahrt zwischen den genannten Orten. Diese Landpostfahrt des hiesigen Postamtes wurde im Jahr 1887 durch ein Privatpersonenfuhrwerk ersetzt. Am 26. Juni 1886 begann die Post mit der Verlegung von Leitungen und Telefonen. Drei Jahre später wurde der Fernsprechverkehr mit anderen Städten aufgenommen.

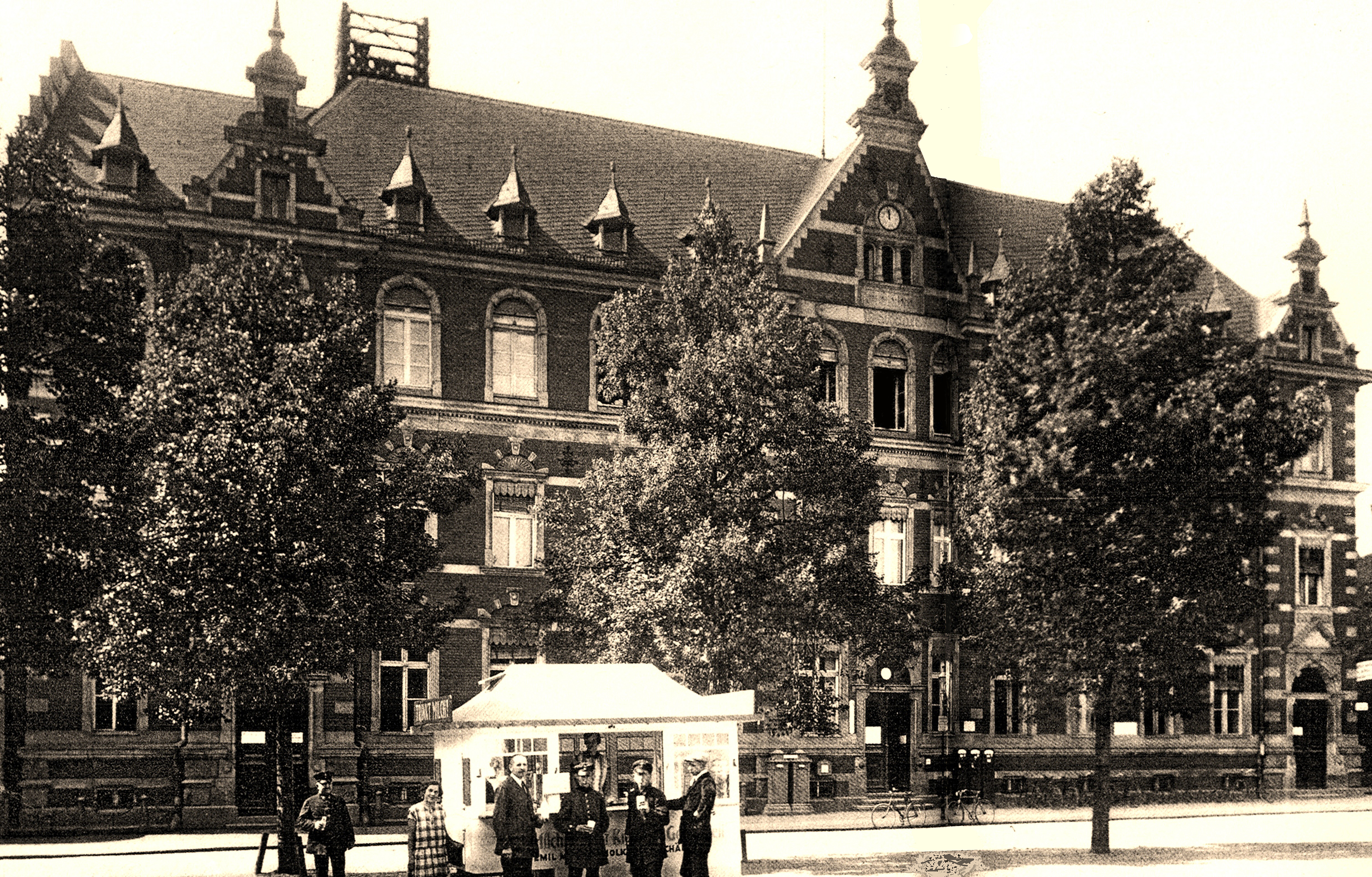
Reichspost um 1925
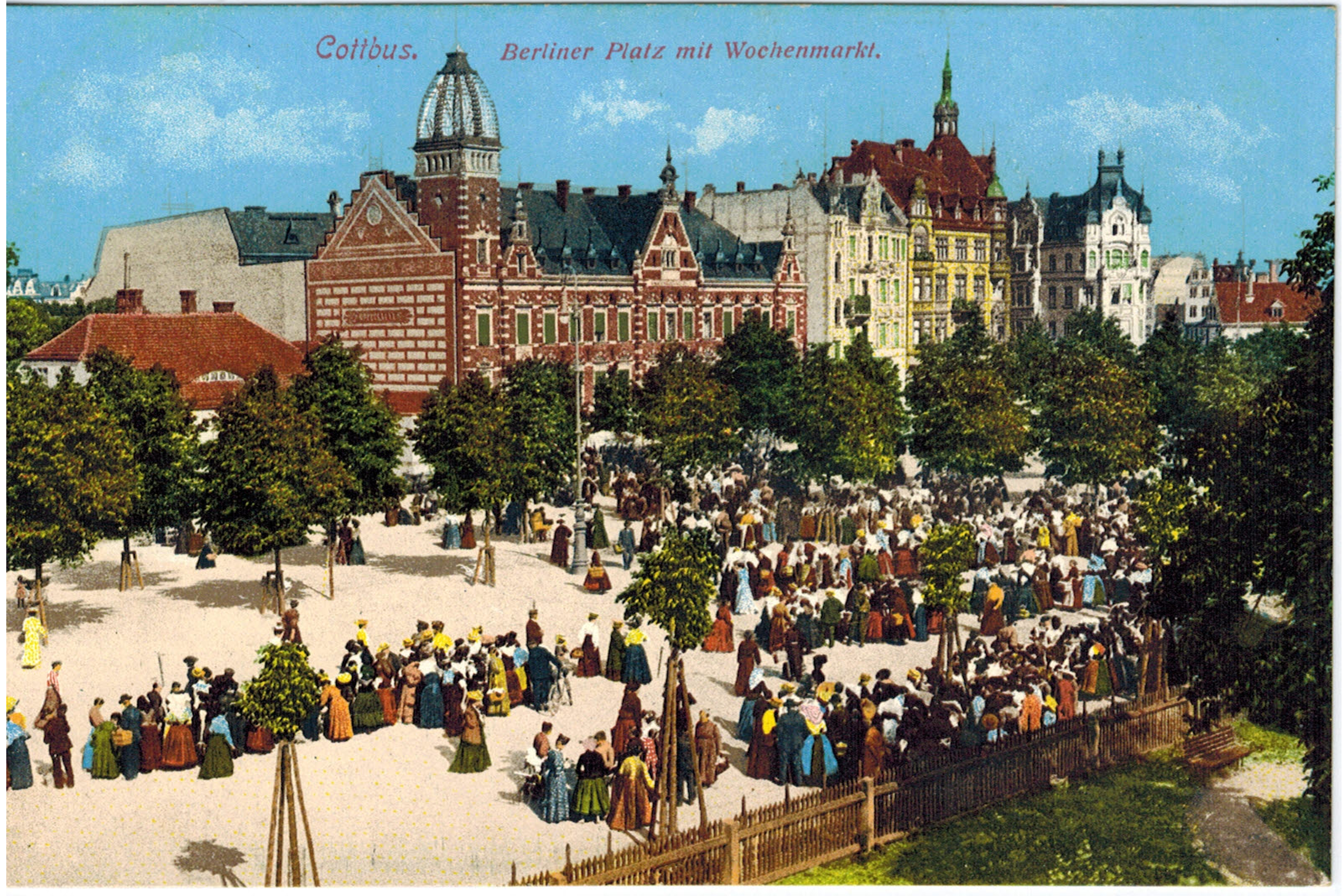
Berliner Platz mit Wochenmarkt
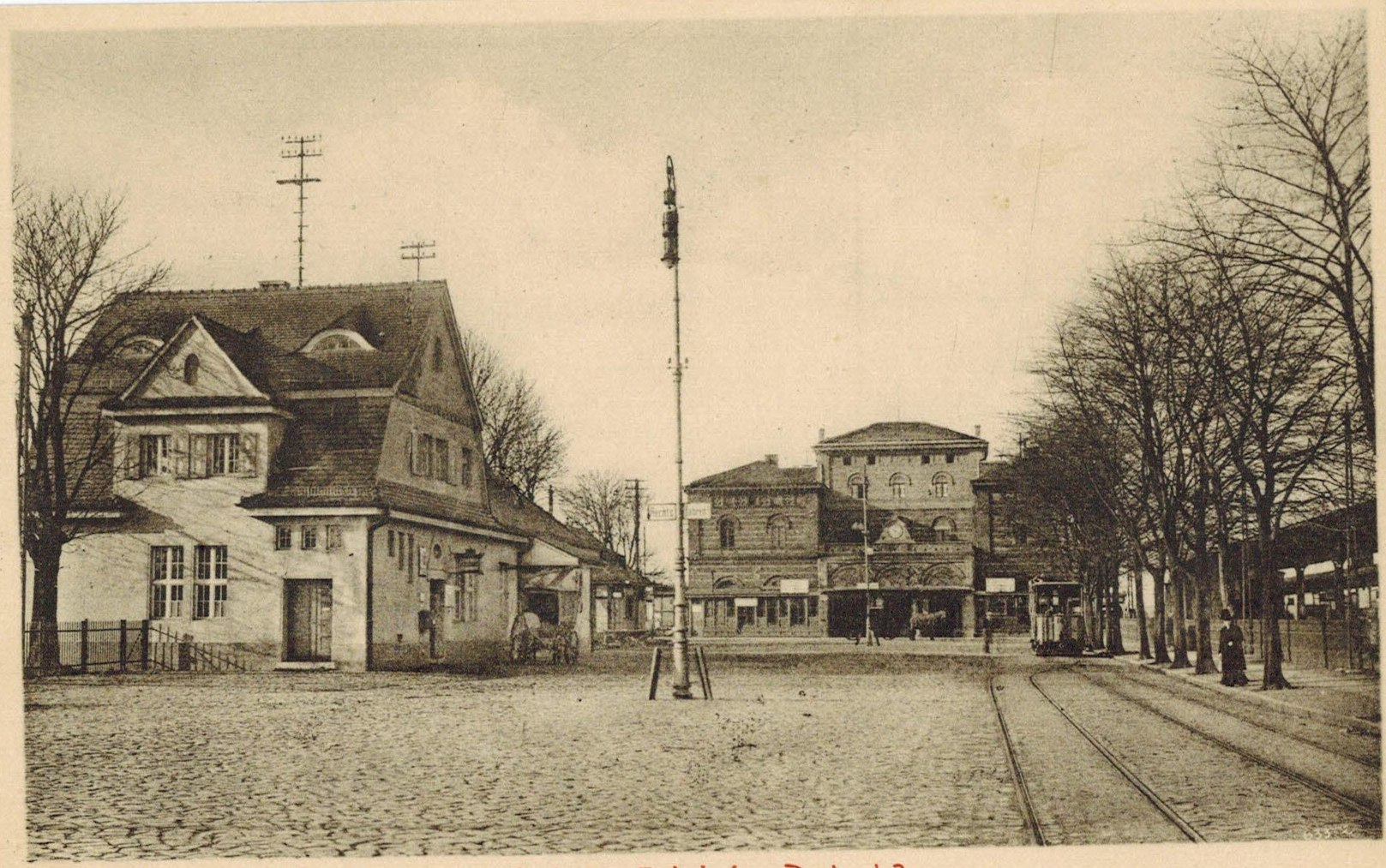
Bahnhofspostamt – ca. 1915
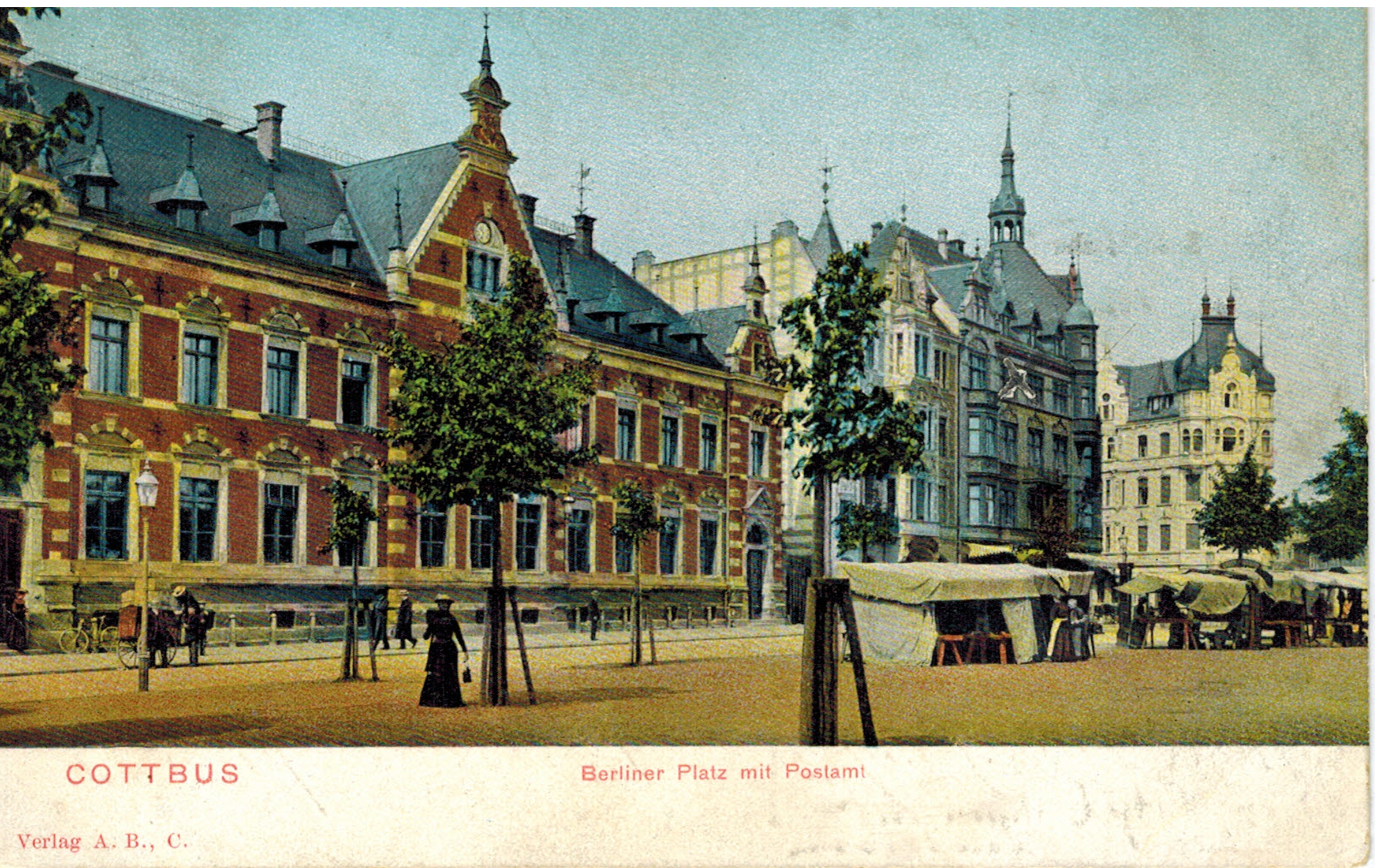
Berliner Platz mit Postamt ca. 1900

Im Jahr 1888 erfolgte der Abbruch des alten Postgebäudes und gleichzeitig entstand ein neues Postgebäude am Berliner Platz, das am 22. Juni 1891 als neues Hauptpostamt in Betrieb genommen wurde. Der Bau des zweigeschossigen Neurenaissancegebäudes kostete etwa 282.000 Mark. In dem Turm waren die Freileitungen des Telegrafen sichtbar untergebracht. Bereits im Jahr 1914 war das Postgebäude für den täglichen Betrieb zu klein, das Gebäude wurde um ein Stockwerk aufgestockt, dabei wurde der nicht mehr benötigte Turm mit Antennenkuppel beseitigt.
Im Jahr 1894 eröffnete in der Sandower Hauptstraße 11 eine Poststelle für den Stadtteil Sandow. Im Jahr 1904 wurde ein erstes Benzinauto für die Verteilung der Landpost gekauft.
Ein Bahnpostgebäude für die Öffentlichkeit wurde im Dezember 1912 eröffnet. Im Erdgeschoss waren die Schalter und die Packkammer, in der oberen Etage befanden sich die Aufenthaltsräume für das Beamtenpersonal. Leider wurde es nur drei Jahre später im Ersten Weltkrieg zerstört. Im Jahr 1917 erfolgte der Transport des hohen Aufkommens an Feldpost mit B-Doppeldecker-Flugzeugen. Zusätzlich eröffnete man am 23. Mai 1927 den Zivilflugplatz in Cottbus. Die Piloten übernahmen die Luftpostsendungen der Stadt Cottbus.
Im Jahr 1928 wurde eine zusätzliche Postbetriebsstelle mit eigenem Poststempel in der Abfertigungshalle des Flugplatzes eröffnet. Bei einem Luftangriff auf dem Flugplatz am 11. April 1944 wurde das Postlager an der Rennbahnsiedlung schwer getroffen.
Im Jahr 1930 wurde der Bahnpostverkehr auf der Spreewaldbahn eingestellt. Als das Hauptgebäude nicht mehr ausreichte (Kriegspost), wurde 1943 auf dem Berliner Platz zusätzlich eine massive Holzbaracke aufgestellt. In ihr befanden sich die Briefverteilung sowie die Zeitungs- und Rundfunkstelle.

### Briefmarken, Briefkästen und Poststempel in Cottbus
Ein Brief von Cottbus nach Berlin kostete im Jahr 1699 zwei Groschen, das war mehr als doppelt so viel wie ein Pfund Fleisch. Das Briefporto von Cottbus nach Berlin betrug im Jahr 1702 nur noch einen Groschen und sechs Pfennige.

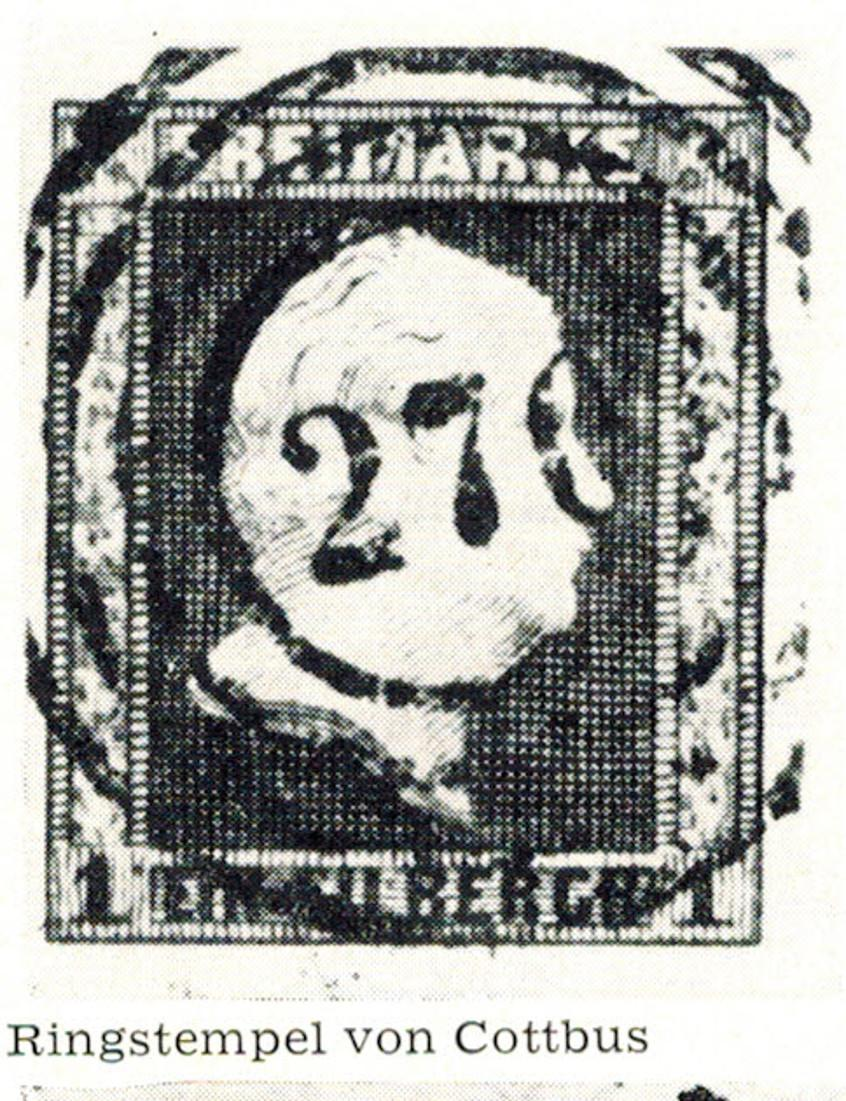
Ringstempel von Cottbus
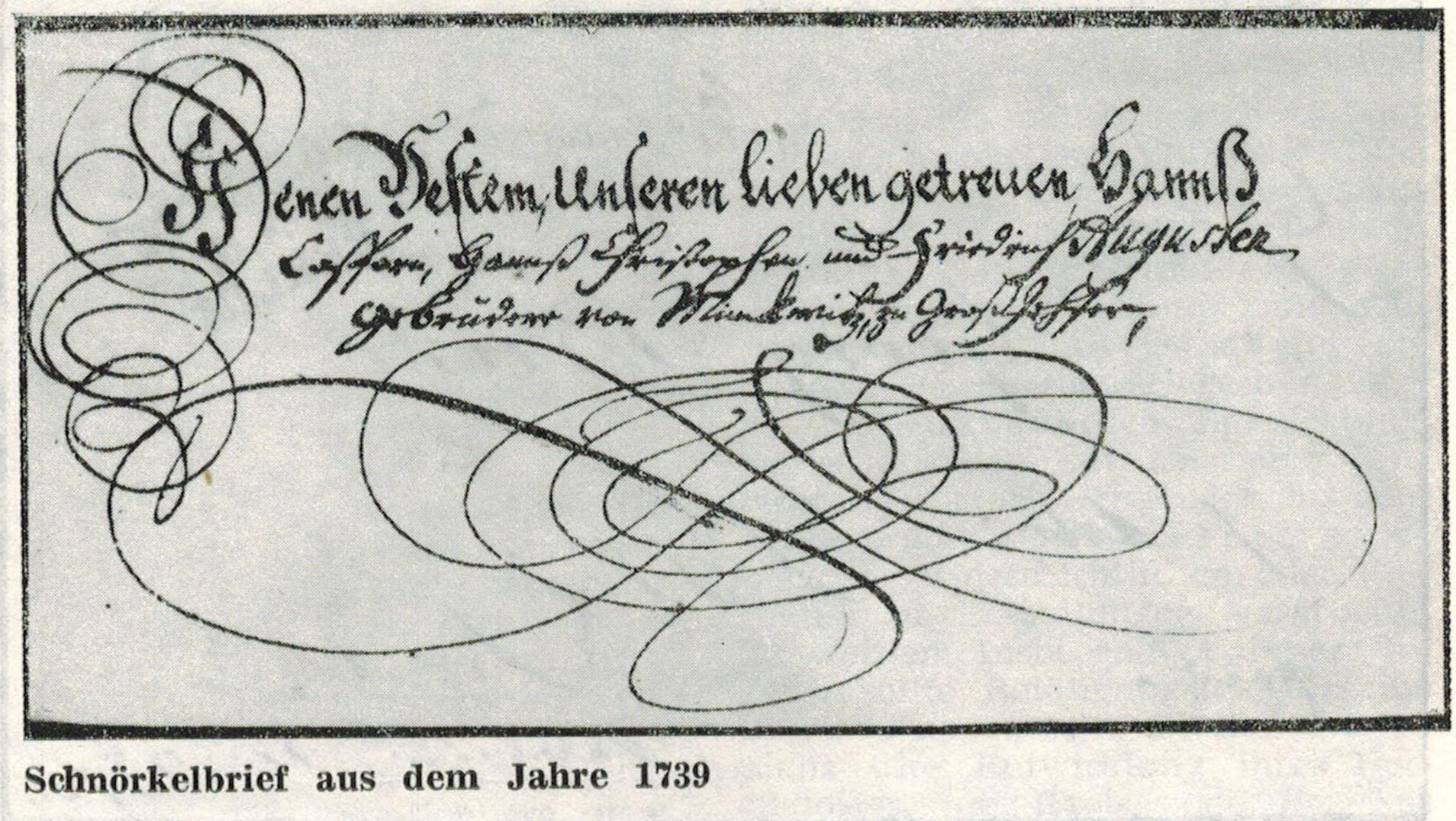
Schnörkelbrief aus dem Jahr 1739
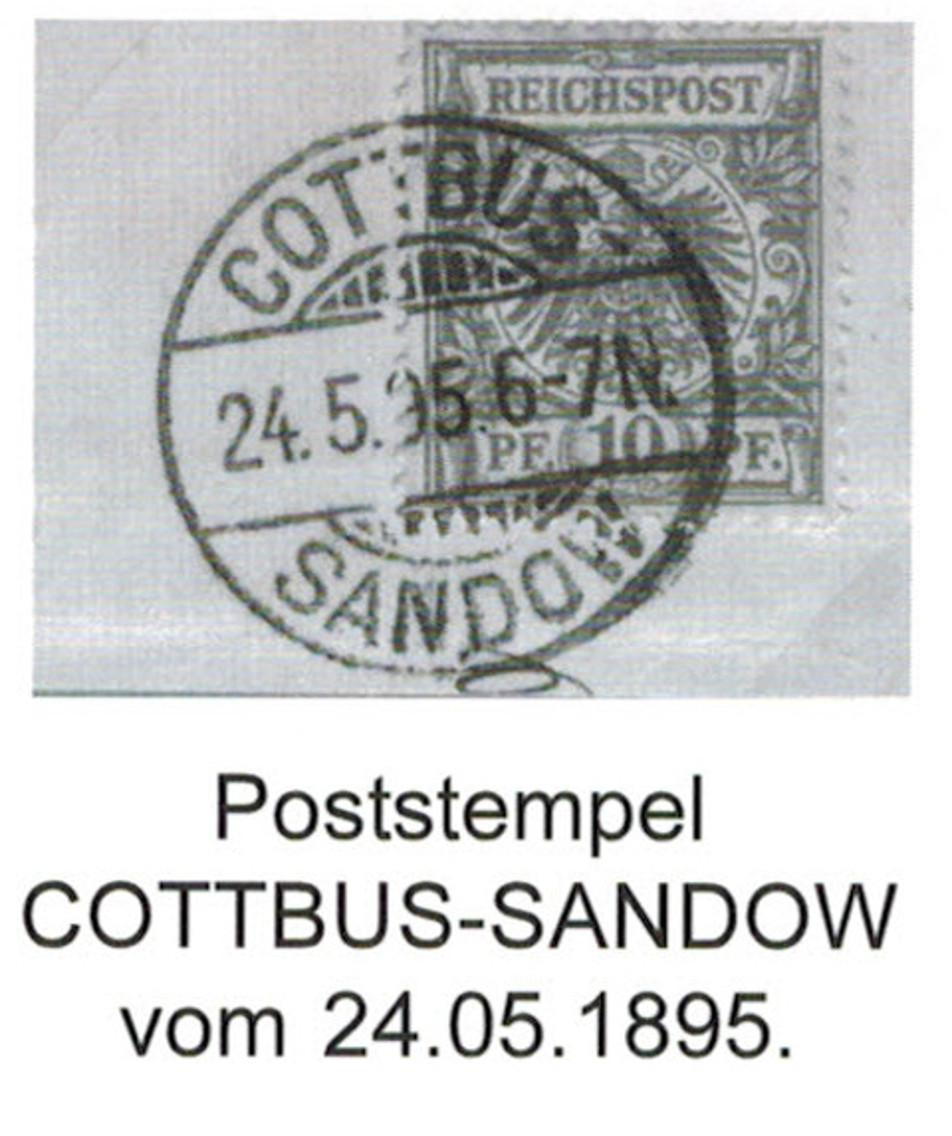
Poststempel – Cottbus 1895

Der erste Poststempel von Cottbus erschien im Jahr 1799. Ein Poststempel vom 6. November 1805 aus Cottbus ist als einer der ersten in Preußen überhaupt auf einem Posteinlieferungsschein mit der Unterschrift des hiesigen Postmeisters Wilke überliefert.
Die ersten Briefmarken wurden am 15. November 1850 in Cottbus ausgegeben.
In der Cottbuser Wochenschrift vom 25. April 1824 wurde erstmals ein Briefkasten „im Posthaus“ (Spremberger Straße 74) erwähnt. Im Jahr 1827 gab es in Cottbus noch immer nur einen Briefkasten.
Infolge einer höheren Anordnung wurden am 4. Februar 1851 zwei weitere Briefkästen aufgestellt, einer auf dem Flur des Rathauses, da der Magistrat zu dieser Zeit mit zu den größten und wichtigsten Postkunden der Stadt gehörte. Ein zweiter wurde am Luckauer Tor (Berliner Platz) aufgestellt.

## 1945 bis 2014

### Die Nachkriegspost mit Provisorien und Aufbauten

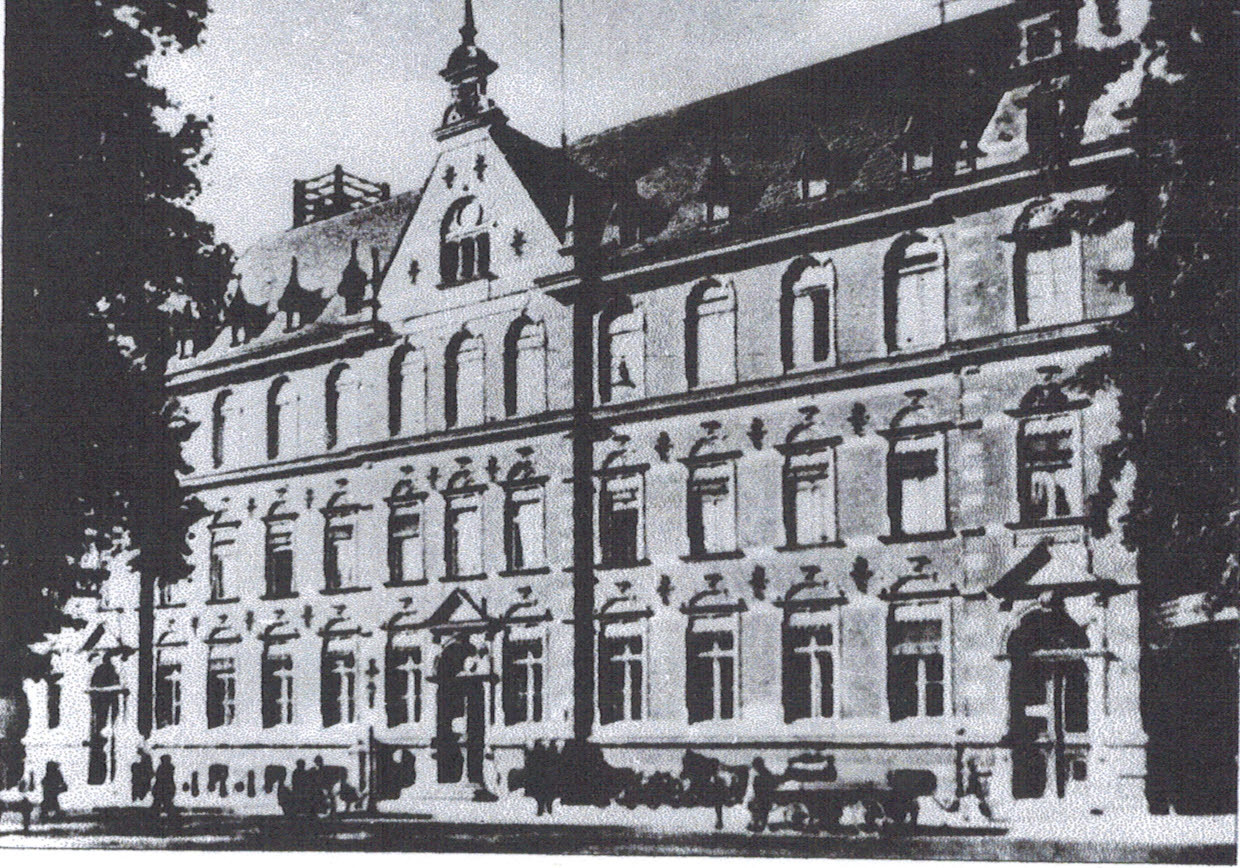
Das ehemalige Postgebäude am Berliner Platz

Bei dem Bombenangriff am 15. Februar 1945 wurden der Hauptbahnhof und das Bahnhofspostamt zerstört. Im Frühjahr 1945 brannte das Postgebäude am Berliner Platz fast vollständig aus.
Viele Mitarbeiter des Post- und Fernmeldeamtes Cottbus fanden sich nach der Zerstörung des Hauptpostgebäudes zusammen, um zu retten, was noch zu retten war. Das war jedoch erschreckend wenig. Wo ihr Postamt stand, bot sich ihnen ein Bild des Grauens. Ruinen, rauchgeschwärzte Außenwände des Hauptgebäudes und des Seitenflügels starrten in die Luft. Die Aktivisten der ersten Stunde mussten feststellen, dass nur das Packkammergebäude und die 23 Kraftwagenhallen sowie die im Jahr 1944 auf dem Berliner Platz errichtete Postbaracke erhalten geblieben waren.
Am 2. Juli 1945 konnte das Postamt Cottbus seine Pforten mit einem Annahmeschalter für Briefe und Postkarten wieder öffnen. Da keine Postwertzeichen vorhanden waren, wurden die anfallenden Gebühren bar bezahlt. Die Eröffnung wurde durch Aushänge in der Stadt angekündigt. Die Zustellung erfolgte zu Fuß, mit Fahrrad und Pferdefuhrwerken. Folgende Postverbindungen gab es im Juni 1945: Cottbus-Guben mit dem Treffpunkt Tauer, Cottbus-Forst mit dem Treffpunkt Haasow, Cottbus-Spremberg mit dem Treffpunkt Groß Oßnig.

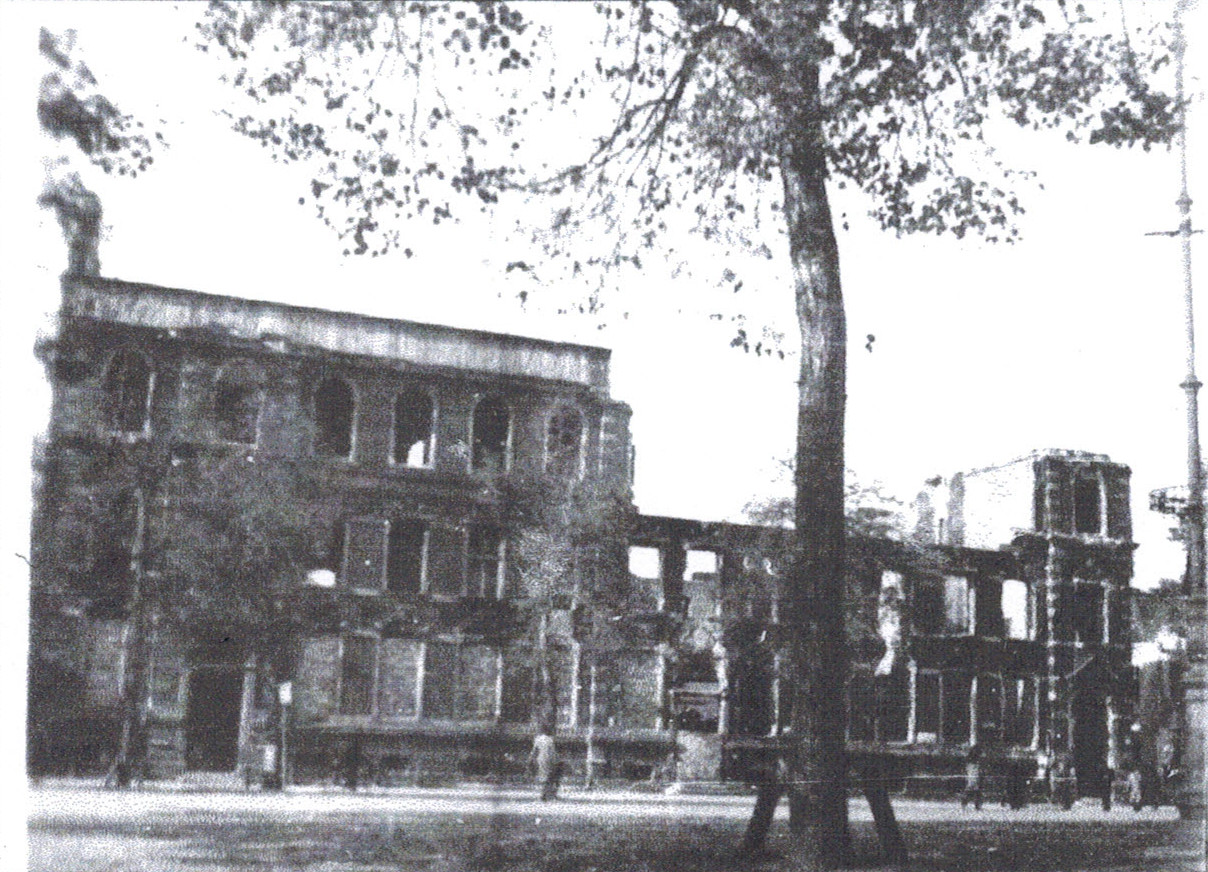
Ruine des Postgebäudes am Berliner Platz

Im Oktober 1945 konnte der Zugverkehr seine Arbeit wieder aufnehmen. So war ein bescheidener Postbeförderungsdienst entstanden. Anfang November 1945 existierten in Cottbus bereits 14 Zustellbezirke.
Für den Postaustausch am Bahnhof wurde aus dem Holzbau des zerstörten Zweigpostamtes Ecke Vetschauer Straße/Thiemstraße ein notdürftiger Schuppen in Höhe des jetzigen Eingangs zum Personentunnel errichtet. Später hatte die Deutsche Reichsbahn der Post für das Postamt am Bahnhof einen Güterschuppen (auf dem ehemaligen Bahnhofsvorplatz) zur Verfügung gestellt.
Im Jahr 1946 wurde die Postbaracke auf dem Berliner Platz, in der nach dem Krieg das Arbeitsamt untergebracht war, wieder der Post übergeben. Im Jahr 1947 erwarb der Rat der Stadt das gegenüber dem zerstörten Postamtsgebäudes gelegene Grundstück des ehemaligen Gasthofes „Drei Kronen“ und übergab das Gebäude der Post zur Nutzung.
Am 16. Juni 1948 gab es in den Westzonen Deutschlands eine Währungsreform. Daraufhin ordnete die Deutsche Wirtschaftskommission am 23. Juni 1948 auch für die sowjetische Besatzungszone eine solche an. Zahlungsmittel war die Deutsche Mark der Deutschen Notenbank. Dies hatte fühlbare Auswirkungen auf die Postmitarbeiter. Der Postspar-, -anweisungs- und -scheckverkehr wurde durch Anordnung der Hauptverwaltung Post- und Fernmeldewesen vorübergehend eingestellt. An den Schaltern und in der Hauptkasse des Postamtes Cottbus fertigte man am 23. Juni 1948 nach Schalterschluss Abschlüsse und rechnete den bisherigen Währungsabschnitt ab. Am nächsten Tag begann die Arbeit mit neuen Kassenbüchern. In Nachtarbeit wurde fieberhaft als provisorische Maßnahme die bisherigen Ziffernpostwertzeichen mit dem Abdruck des Bezirksstempels versehen und zu ihrem alten Nennwert gegen Zahlung des neuen Geldes solange verkauft, bis am 3. Juli 1946 neue Postwertzeichen mit dem Aufdruck „Sowjetische Besatzungszone“ herausgegeben wurden.

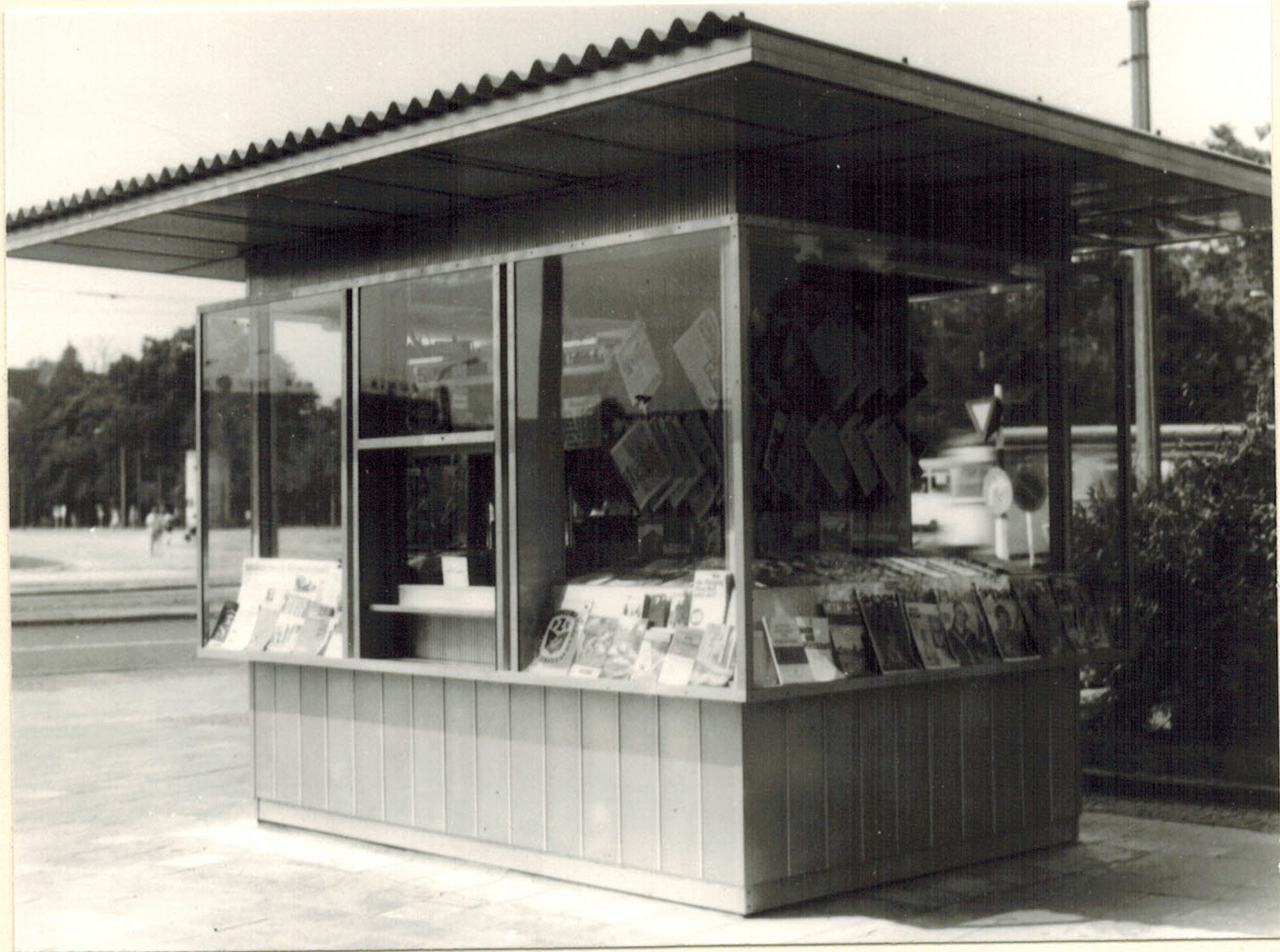
Verkaufskiosk für Presseerzeugnisse Typ K 600

Am 1. April 1949 bekam die Deutsche Post eine wichtige Aufgabe übertragen. Sie übernahm von den Vertriebsgesellschaften die Beförderung und den gesamten Vertrieb aller periodisch erscheinenden Presseerzeugnisse. Diese Aufgabe ging wesentlich über die Aufgaben der bisherigen Zeitungsstellen der Postämter hinaus. Mit dieser Maßnahme wurde die Deutsche Post zuständig für die Verbreitung der Presse. Viele Mitarbeiter mussten sich erst daran gewöhnen, dass die Verbreitung der Presseerzeugnisse Vorrang hatte gegenüber der Beförderung der Post.
In Cottbus übernahm der „Brandenburgische Pressevertrieb“ die Zeitungszustellung. Die bisherigen Mitarbeiter des „Brandenburgischen Pressevertriebs“ und dessen Zeitungsträgerinnen wurden in den Personalbestand des Postamtes eingegliedert. Es kam zur Bildung des Postzeitungsvertriebes (PZV) Cottbus, dessen Dienststelle zunächst in der Mauerstraße 8 untergebracht war. Die Auslagerung des PZV ließ sich aus Platzgründen nicht umgehen. Die Postbaracke auf dem Berliner Platz wurde im Jahr 1949 durch städtebauliche Veränderungen abgerissen.

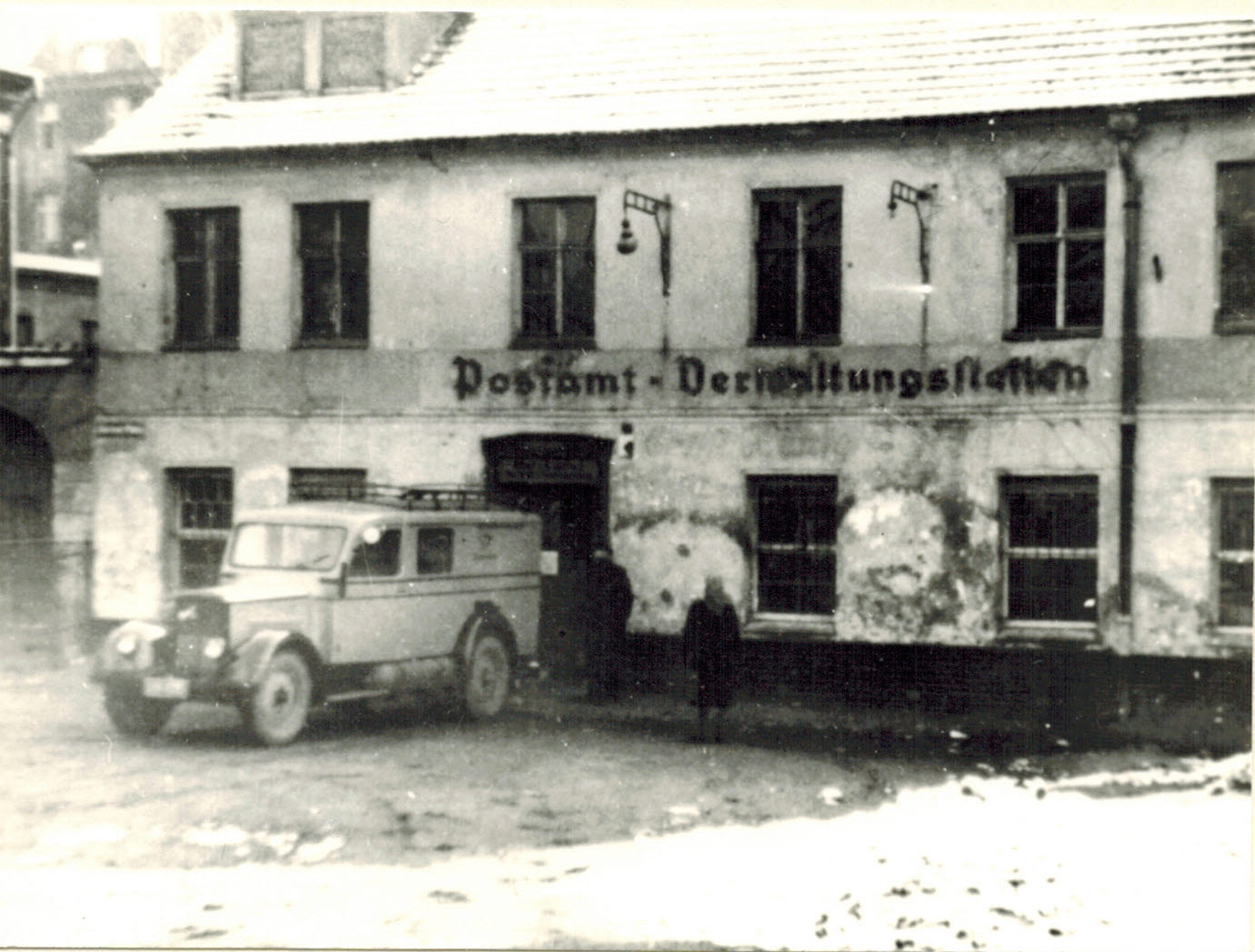
Postamt des ehemaligen Gasthof Drei Kronen

Im Jahr 1950 bekam die Post in Cottbus die erforderlichen Mittel zum teilweisen Wiederaufbau des südlichen Teiles der Postruine am Berliner Platz. Am 1. Juli 1951 wurde das Fernmeldewesen aus dem Postamt Cottbus herausgelöst. Es entstand ein eigenes Fernmeldeamt. Gleichzeitig wurde das Fernmeldebauamt Cottbus wieder aufgelöst. Das Fernmeldeamt zog in die Räume des ehemaligen Hotels „Weißes Roß“ in der Berliner Straße. Zum Verantwortungsbereich des Postamtes Cottbus gehörten in dieser Zeit die Postämter Guben, Forst, Spremberg, Peitz, Burg, Lieberose, Neuzelle, Döbern, Vetschau, Drebkau und Kolkwitz.
Ein weiteres großes Ereignis für die Post und die Bürger von Cottbus war die offizielle Inbetriebnahme des wiederaufgebauten Teiles der Postruine. Ab 2. Januar 1952 wurde das Postamt Cottbus mit Verfügung der Generalpostdirektion Potsdam in ein Hauptpostamt umbenannt und übernahm die Aufgaben einer Hauptpost.
Die Postämter Lieberose, Neuzelle, Vetschau und Spremberg wurden aus dem Hauptpostamt Cottbus ausgegliedert. Die erste Unterkunft der Bezirksdirektion für Post- und Fernmeldewesen in Cottbus wurde im Mai 1953 bezugsfertig. Es entstand eine Baracke in der Bautzener Straße.
Im Postbeförderungsdienst kamen im Jahre 1953 Lastzüge für die Strecken Cottbus-Hoyerswerda und Cottbus-Senftenberg zum Einsatz. Sie brachten entscheidende Verbesserungen für die Postbeförderung, vor allem für die Zeitungsbeförderung.
Am 1. Januar 1959 bildete sich der PZV Handel Cottbus als selbständiger Postzeitungsvertrieb. Am 1. Oktober 1959 entstand das Fernmeldebauamt Cottbus.

### Die sozialen und kulturellen Einrichtungen für die Postmitarbeiter
Es gab schon sehr früh (etwa in den Jahren 1948/1949) eine Betriebssportgemeinschaft der Post. Das erste gemeinsame Betriebssportfest von Bezirksdirektion, Hauptpostamt und Fernmeldeamt fand im Jahr 1954 im Stadion der Freundschaft statt.
Die Tanzgruppe des Hauptpostamtes, des späteren Tanzensembles „Freundschaft“ der Deutschen Post Cottbus, trat erstmals anlässlich des 10. Jahrestages der Gründung der Deutschen Post in Cottbus auf. Durch Übernahme der DDR-Post in die Deutsche Bundespost 1989 wurde das Ensemble aufgelöst. Weiterhin gab es eine Mittagsversorgung für die Mitarbeiter, ein Verkaufkiosk mit Lebensmitteln und eine Kindereinrichtung.
Im Januar 1971 hatte die Bezirksdirektion in Crottendorf im Erzgebirge ein Ferienheim gekauft, welches später als Betriebsferienheim ausgebaut wurde und ab Mai 1971 von den Mitarbeitern der Post Cottbus genutzt wurde. Es gab 12 Zimmer und 34 Betten.

### Der Bau des neuen Hauptpostamtes von 1955 bis 1957
Am 30. April 1955 erfolgte die Grundsteinlegung für das neue Post- und Fernmeldeamtsgebäude am Berliner Platz. Das neue Gebäude wurde im Anschluss an den wiederaufgebauten Teil errichtet und erstreckte sich als Eckbau bis in die Berliner Straße. Damit integrierte man auch das Gebäude des ehemaligen Hotels „Weißes Roß“ in das neu zu errichtende Postgebäude. Am 17. Januar 1957 konnte im neu errichteten technischen Gebäude das neue Cottbuser Fernamt mit 30 Fernplätzen in Betrieb genommen werden.
Am 28. März 1957 wurde das neue Postgebäude am Berliner Platz eingeweiht. Mit dem Neubau war auch die neue Schalterhalle in Betrieb und um 15.50 Uhr wurde die erste Postkundin bedient. Durch die Inbetriebnahme des neuen Gebäudes am Berliner Platz verbesserten sich die Arbeit- und Lebensbedingungen für viele Mitarbeiter der Cottbuser Postbetriebe. Die provisorische Barackenzeit und die Übergangslösung im Gasthof „Drei Kronen“ war endgültig vorbei. So bezogen die Mitarbeiter im zweiten Geschoss des neuen Eckgebäudes ihre neuen Arbeitsräume.
Außerdem kamen die Bauarbeiten zum Umbau des Seitenflügels in eine Packkammer mit einem ersten Obergeschoss in Gang. So konnten die Postmitarbeiter aus den Garagen auf dem Posthof am Ausgang Bahnhofstraße dorthin umziehen. Am 10. November 1958 wurde die neue Packkammer am Berliner Platz in Betrieb genommen.

### Das Postverteilerzentrum 2 im Bahnhof von 1983 bis 1989
Über 25 Millionen Mark waren für diesen Komplex mit Hauptgebäude, Postverladegebäude und -anlage mit drei Anschlussgleisen ausgegeben worden.

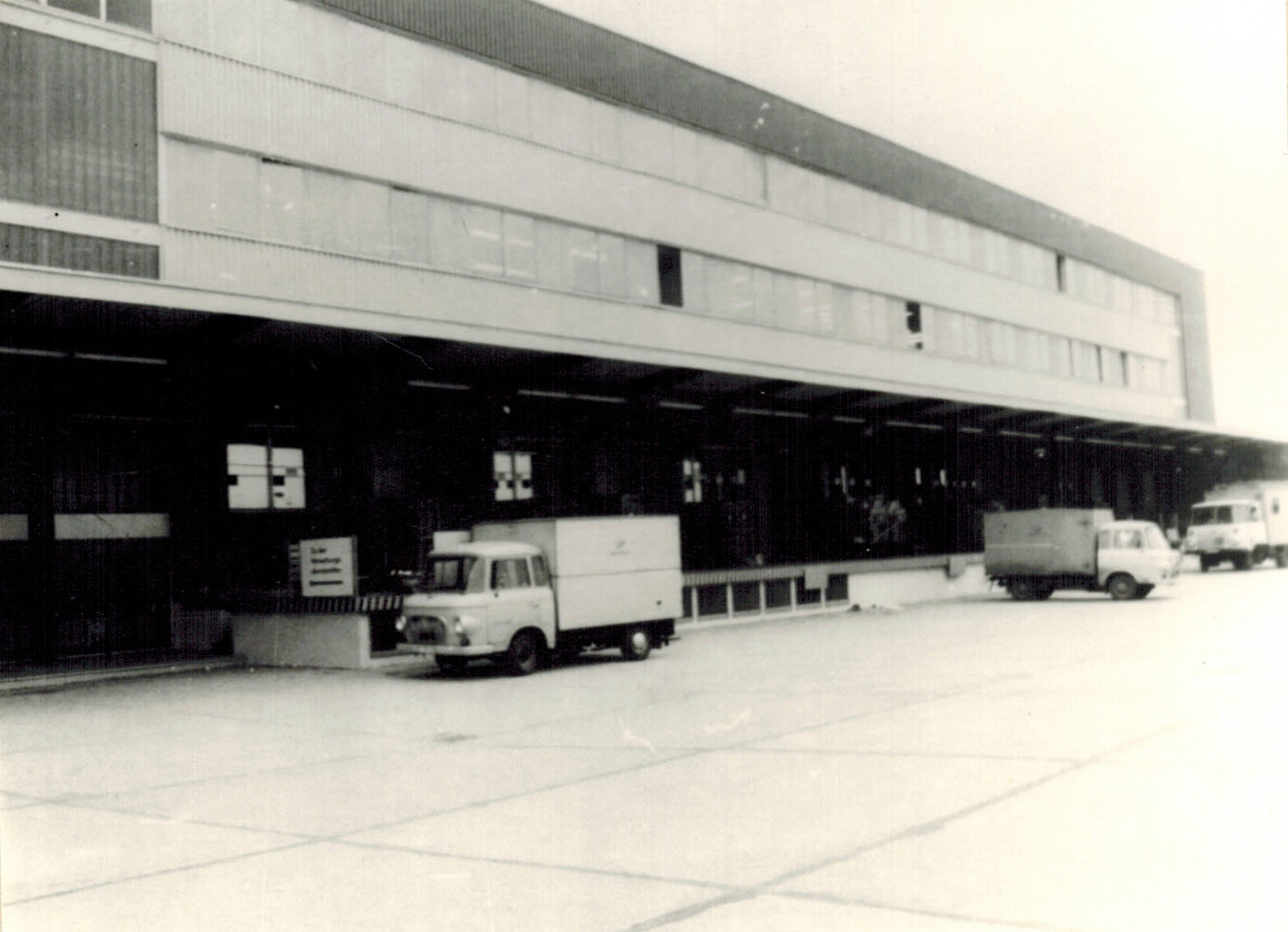
Neubau Hauptpostamt ohne Öffentlichkeitsverkehr Vetschauer Straße
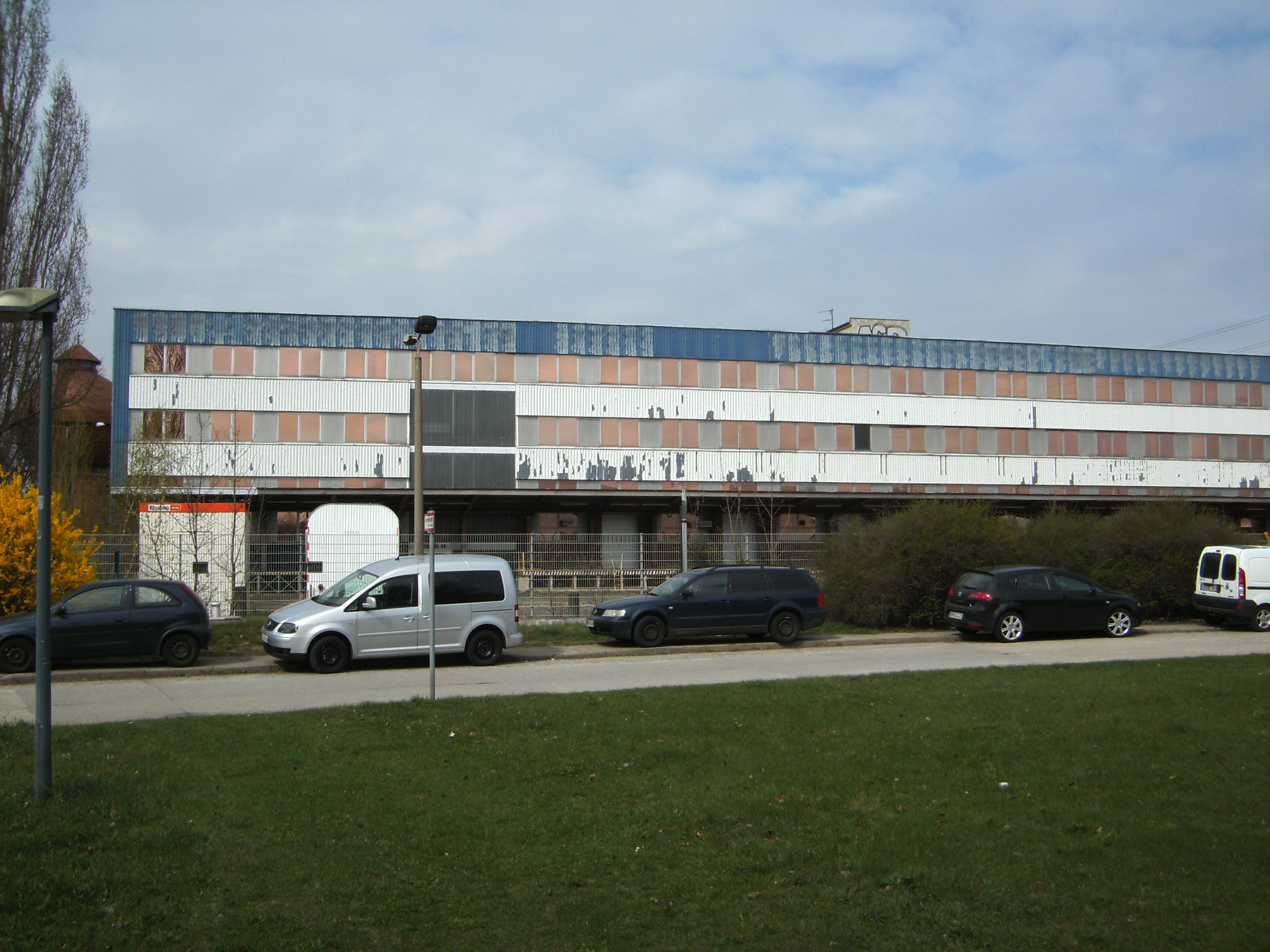
Hauptpostamt, Abriss Ende 2013

Nach der Wende übernahm die Deutsche Bundespost die Deutsche Post der DDR. Es gab erhebliche bauliche Veränderungen. Die bisherige Technologie wurde auf die Bearbeitungsvorschriften der Deutschen Bundespost umgestellt. Eine unternehmerische Arbeitsweise und ein besserer Kundendienst waren die Folge. Es sind um und am Gebäude des Postamtes immer wieder Bauarbeiten erfolgt, um die Räumlichkeiten und die Ausstattung den technischen Erfordernissen anzupassen.
Im Jahr 1993 befand sich im Postamt Cottbus 2 die Amtsleitung, zuständig für die Leitung des Postdienstes in den Kreisen Cottbus-Stadt und -Land, Forst, Guben, Spremberg und in einigen Orten des Kreises Calau. Schwerpunkt war die Briefab- und -eingangspost für die Region Niederlausitz (Postleitzahl: 03…).
Hier wurden werktäglich im Durchschnitt 305.000 Briefsendungen im Ein- und Abgang sortiert. 150.000 Briefsendungen wurden ohne Feinsortierung umgeschlagen. Mit einer Zubringerfahrt zum und vom Flughafen Dresden war der Anschluss an das innerdeutsche Nachtluftpostnetz gegeben. Im Frachtdienst durchliefen werktäglich etwa 11.300 Pakete, Päckchen und Postgüter das Postamt Cottbus 2. Es waren 65 Kraftfahrzeuge stationiert, die werktags insgesamt 2200 Kilometer zurücklegten. Innerhalb der Stadt gab es 41 Fahrten, z. B. Versorgungsfahrten zu anderen Postämtern, Briefkastenleerungsfahrten usw. Zehn Fahrten gab es zu anderen Kreisstädten und zu Postverkehrszentren, wie Berlin, Dresden. Stationiert waren auch die Kurierfahrzeuge. 34 gelbe Kleintransporter transportierten etwa 4900 Frachtsendungen an die Empfänger. Ein Schalterdienst existierte hier nicht. 310 Arbeitskräfte arbeiteten im Postamt Cottbus 2. Im Empfangsgebäude des benachbarten Bahnhofes gab es einen Schalterdienst. Im Jahr 2013 wurde der gesamte Gebäudekomplex abgerissen.

### Inbetriebnahme des Briefzentrums 3 in Dissenchen 1989

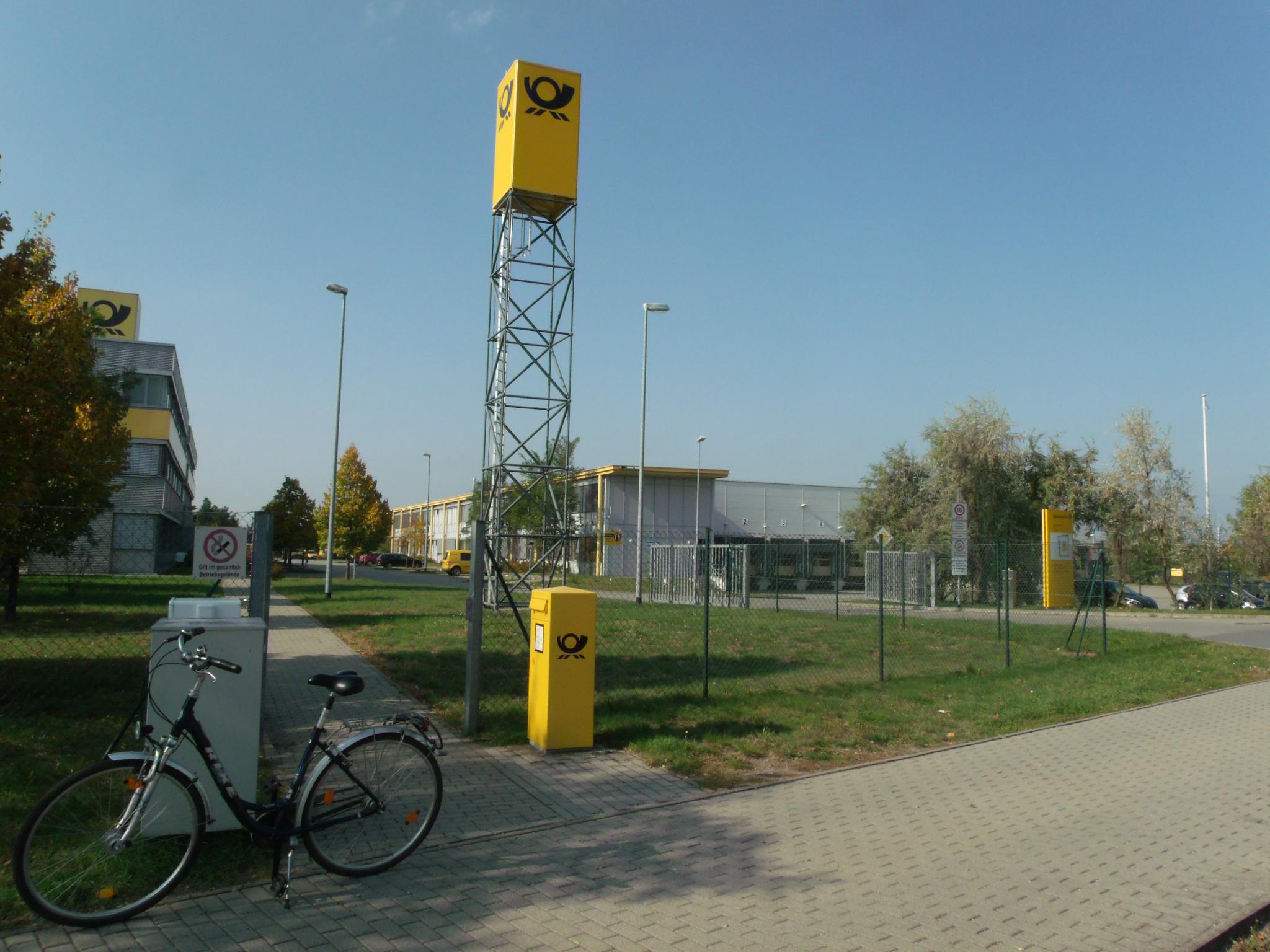
Briefzentrum in Dissenchen – Oktober 2013

Das Briefzentrum Cottbus 3 – Dissenchen ging am 27. November 1998 in Betrieb. Es wurde für 30 Millionen Mark erbaut und schuf 200 Arbeitsplätze. Dieses Objekt ersetzte das Gebäude Postamt 2 am Bahnhof in der Vetschauer Straße. Die Grundstücksfläche beträgt 25.000 m². Täglich wurden 298.000 Standard- und Kompaktbriefe, 44.000 Großbriefe und 5000 Maxibriefe sortiert. Die maximale Kapazität betrug 750.000 Briefe. Das Logistikkonzept der Deutschen Post „Brief 2000“ – schneller und kostengünstiger Brieftransport – wurde hier verwirklicht. Es gab zwei integrierte Anschriftenlese- und Videocodiermaschinen sowie Feinsortier-, Großbriefsortier- und Aufstellmaschinen. Für die Zusteller gab es eine Arbeitserleichterung durch die Vorsortierung nach Zustellbereichen.

### Die Post in Cottbus nach 1990
Mit der Vereinigung Deutschlands am 3. Oktober 1990 wurde die Bezirksdirektion Cottbus aufgelöst. Ihre Aufgaben übernahm die neugebildete Direktion Postdienst Potsdam für das neue Bundesland Brandenburg. Für den Postdienst entstand in Cottbus als Organisationseinheit ein Postamt mit Verwaltung, dem als postalisches Verwaltungsgebiet die Stadt Cottbus sowie die Kreise Cottbus Land, Forst, Guben und Spremberg (jetzt Landkreis Spree-Neiße) und einige Orte im Gebiet um Neupetershain (ehemaliger Kreis Calau) zugeordnet wurden. In der folgenden Zeit veränderte und erweiterte der Postdienst sein Dienstleistungsangebot. Briefe und Pakete wurden wieder grundsätzlich an der Wohnungstür zugestellt. Die alten Zustellfachanlagen verschwanden. Beim Postamt Cottbus 1 am Berliner Platz erfolgte die Einlieferung von Telebriefen und Kurierdienstsendungen. Der gesamte Fuhrpark wurde modernisiert. Die Laufzeiten von Briefsendungen wurden durch den Anschluss von Cottbus an das innerdeutsche Nachtluftpostnetz über den Flughafen Dresden dem normalen Standard der Deutschen Bundespost angeglichen. Die Zustellung von Tageszeitungen erfolgte von den Verlagen in eigener Verantwortung. Die Postfilialen wurden reduziert. Zum 1. Juli 1993 kam es zur Einführung der neuen, gesamtdeutschen Postleitzahlen. Für die Stadt Cottbus und Randgebiete wurden 11 Postleitzahlen für die Zustellung und 19 Postleitzahlen für Postfachabholer innerhalb des Zahlenbereiches von 03001 bis 03058 vergeben.

### Umbau des Hauptpostgebäudes und Wiedereröffnung 1995

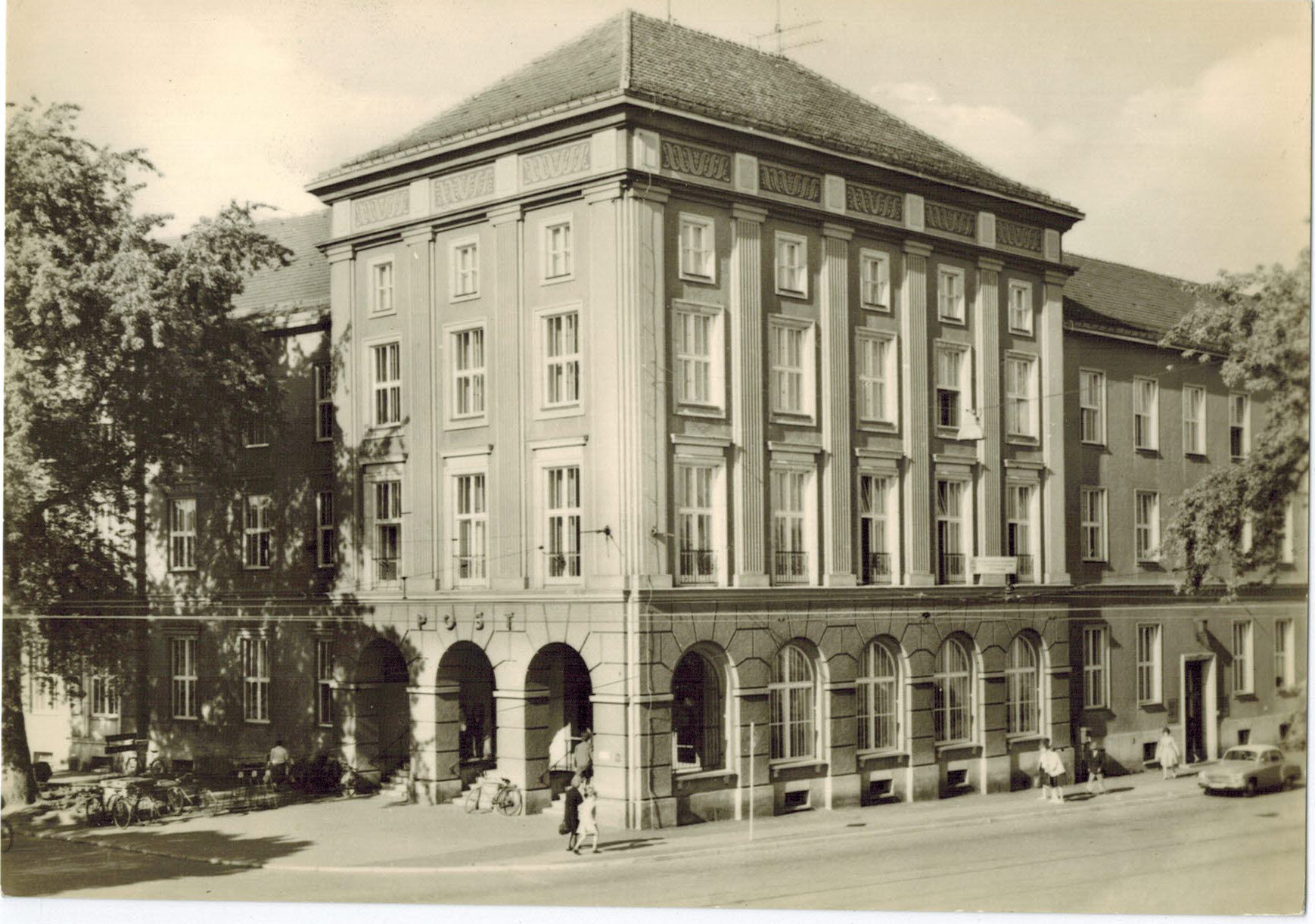
Hauptpostamt 1968
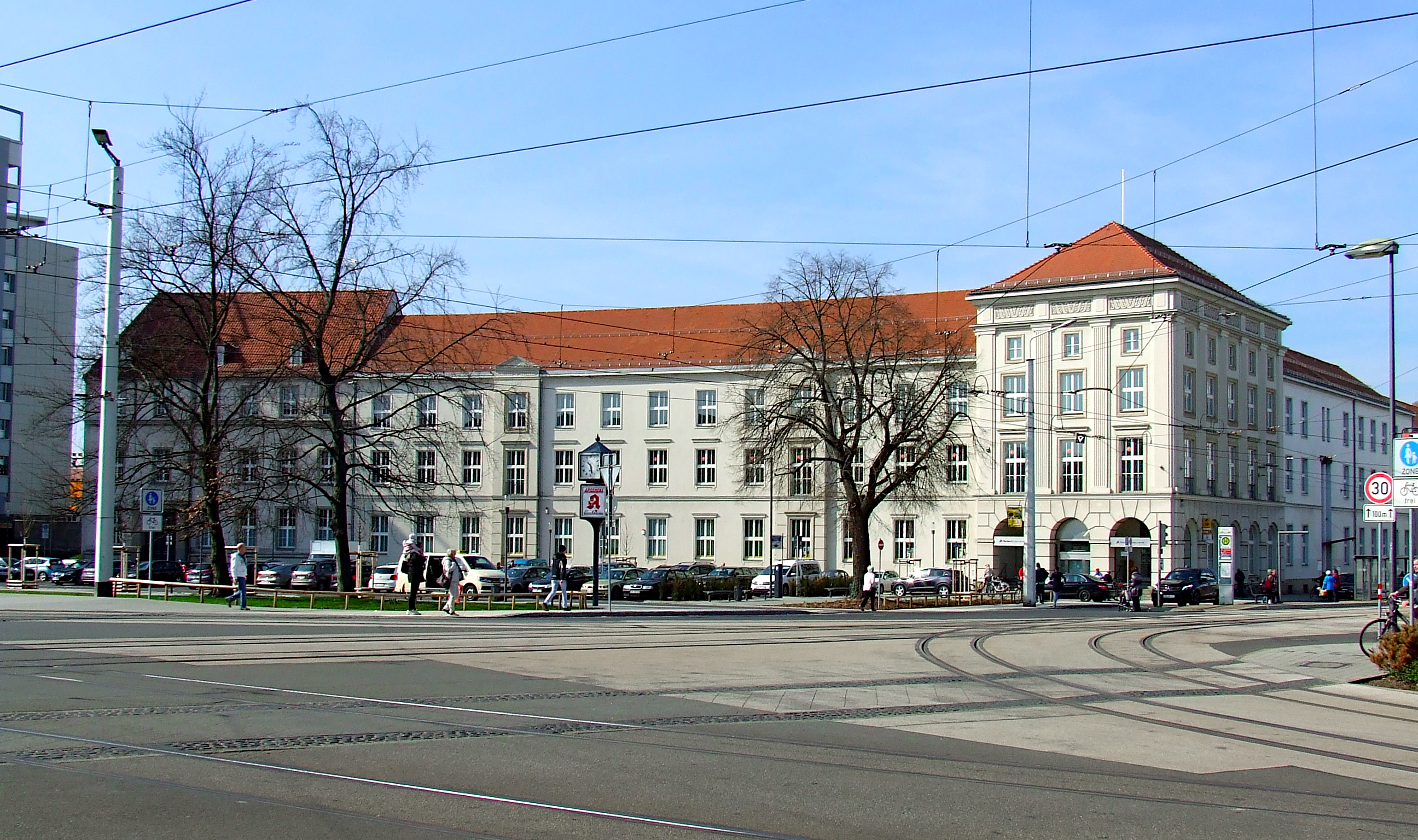
Hauptpostamt 2019

Am 25. April 1995 eröffnete die Postfiliale am Berliner Platz in Cottbus nach umfangreichen Umbau- und Modernisierungsmaßnahmen. Seitdem gibt es einen kompletten Post-Service an offenen Schaltern. Alle Dienstleistungen der Post, Postbank und Telekom können hier genutzt werden.
Auch die Paketannahme und -ausgabe erfolgte seit dem hier und nicht mehr gesondert am Seitenangang gegenüber dem Parkplatz – Richtung Stadtpromenade.

### Standorte und Entwicklung der Postämter in Cottbus von 1971 bis 2014

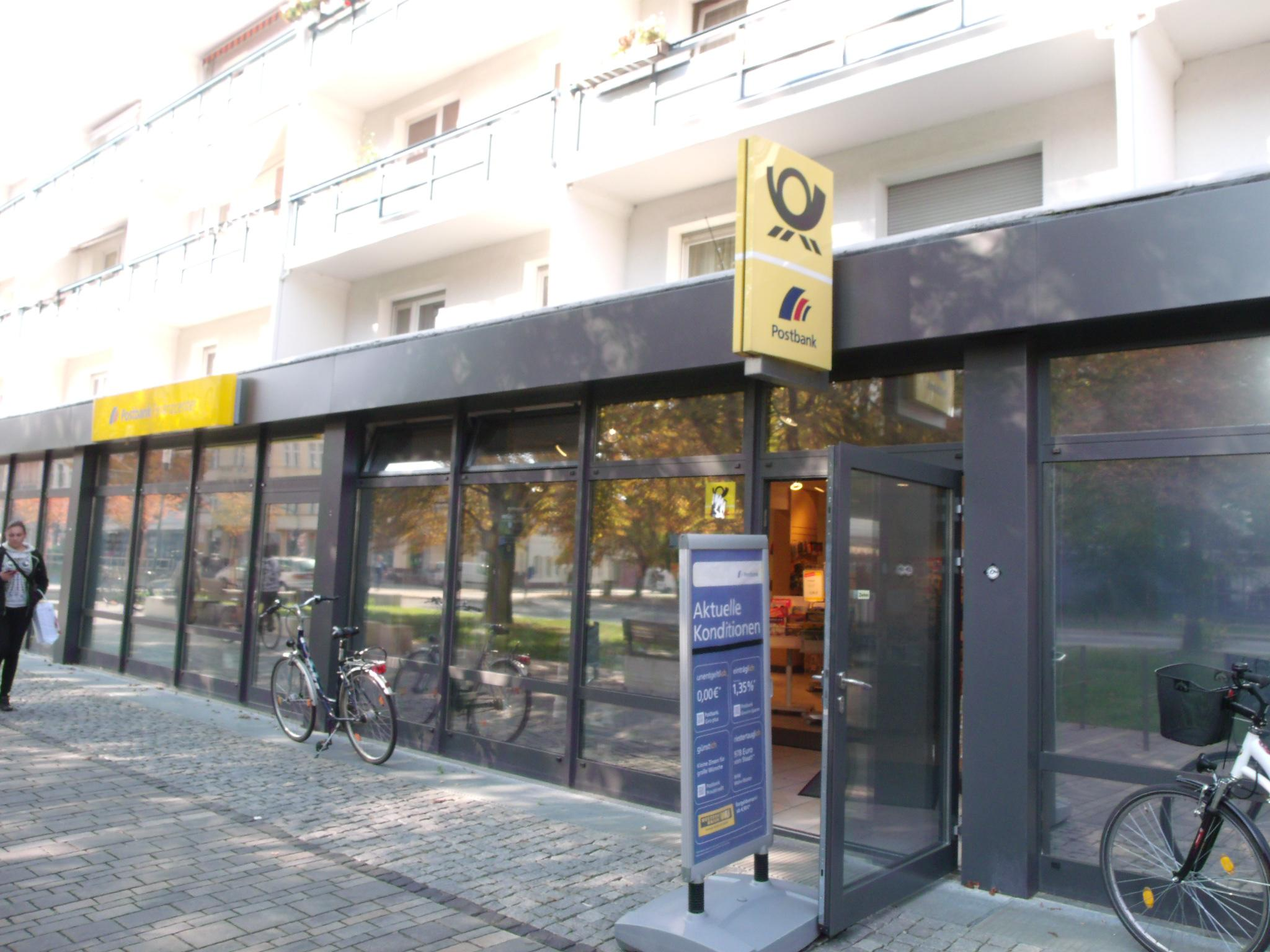
Postfiliale Sandow

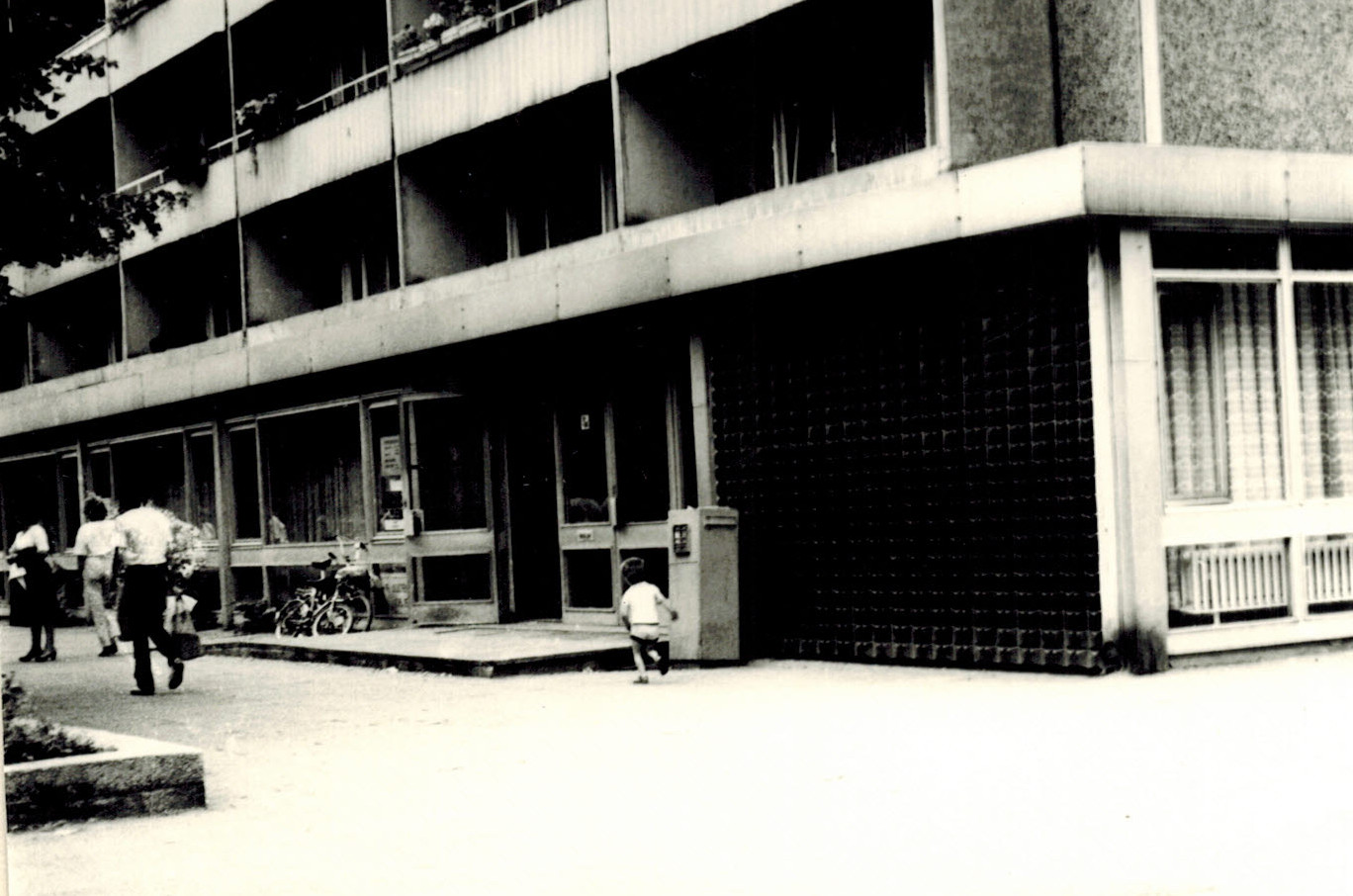
Sandow, Jaques-Duclos-Platz, 1972

Im Jahr 1971 existierten 16 Postämter in Cottbus:
- Cottbus 1 – Berliner Straße 6
- Cottbus 2 – Am Bahnhof
- Cottbus 3 – Sandower Hauptstraße 17
- Cottbus 4 – Drebkauer Straße
- Cottbus 5 – NVA-Objekt Flugplatz
- Cottbus 6 – NVA-Objekt Paul-Hornick-Straße
- Cottbus 7 – Branitzer-Siedlung, Holbeinstraße 27
- Cottbus 8 – Hammergrabensiedlung, Am Hammergraben 82
- Cottbus 9 – Ströbitz, Chausseestraße
- Cottbus 10 – Schmellwitzer Hauptstraße – Ecke Schulstraße
- Cottbus 11 – Schmellwitzer Siedlung, Peter-Rosegger-Straße 6
- Cottbus 12 – Klein Ströbitz, Hallische Straße 25
- Cottbus 13 – Heidesiedlung, Schlichower Weg
- Cottbus 14 – Leipziger Straße 13d
- Cottbus-Madlow 15 – Alte Poststraße
- Cottbus-Sachsendorf 16 – Hauptstraße

Zum Hauptpostamt Cottbus gehörten damals Burg, Kolkwitz, Peitz, Drewitz-Süd, Jänschwalde-Ost, Neupetershain, Drebkau und Welzow.
Im Jahr 1988 existierten 22 Postämter für die Stadt Cottbus, 9 Briefkästen, 107 Münzfernsprecher und 21 Zeitungskioske.
Ende 1993 arbeiteten in Cottbus nur noch neun Postämter und eine Postagentur.
Im Jahr 2014 existieren in Cottbus 18 Postfilialen, 5 Verkaufspunkte und 20 DHL-Paketshops.

### Die Entwicklung der Deutschen Post in der DDR von 1959 bis 1989
Die Deutsche Post (DP) wurde aufgrund eines Gesetzes vom 3. April 1959 eine staatliche Einrichtung und gleichzeitig Träger des Post- und Fernmeldewesens in der DDR. Ihr wurde das alleinige Recht zur Nachrichtenbeförderung, Nachrichtenübermittlung sowie zum Vertrieb von Presseerzeugnissen auf dem Gebiet der DDR übertragen. Sie wurde durch das Ministerium für Post- und Fernmeldewesen der DDR (MPF) geleitet. Sie war in Direktionen und Ämter gegliedert, außerdem gehörten das Kombinat Fernmeldebau sowie weitere Institutionen und Bildungseinrichtungen zur Behörde.

### Die Integration der DDR-Post in die Deutsche Bundespost 1989
Nach 1989 wurde durch die erste Postreform die einheitliche Deutsche Bundespost in die Deutsche Bundespost Postdienst, die Deutsche Bundespost Postbank sowie die Deutsche Bundespost Telekom aufgespalten. Obwohl diese drei Teilunternehmen nominell einen Vorstand erhielten, blieben sie dennoch Behörden und unterstanden weiterhin der Aufsicht durch das Bundesministerium für Post und Telekommunikation. Trotz erweiterter Befugnisse in der Wirtschaftsführung behielten die üblichen haushalterischen Grundsätze der öffentlichen Verwaltung überwiegend ihre Geltung. Aufgrund des Artikels 27 des Einigungsvertrages wurde die Deutsche Post (der DDR) in die Deutsche Bundespost eingegliedert. Im Beitrittsgebiet wurden anstelle von Oberpostdirektionen im Bereich Post verschiedene Direktionen Postdienst, bei der Postbank die Zentralstelle Postbank und die Niederlassungen Postbank und im Bereich Fernmeldedienst die Direktionen Telekom eingerichtet.

### Privatisierung der Deutschen Bundespost und Bildung der Deutschen Post AG
Die heutige Deutsche Post hat also zahlreiche Vorgängerorganisationen. Sie entstand in den Jahren 1989 bis 1995 durch Privatisierung der Behörde Deutsche Bundespost – Postdienst („gelbe Post“). Gleichzeitig entstand aus dem Bereich „Fernmeldedienst“ („graue Post“) die Deutsche Telekom sowie aus dem Bereich Postbank („blaue Post“) die Postbank.

### Cottbuser Postkutscher – Geburt der Idee und Skulptur am Stadttor

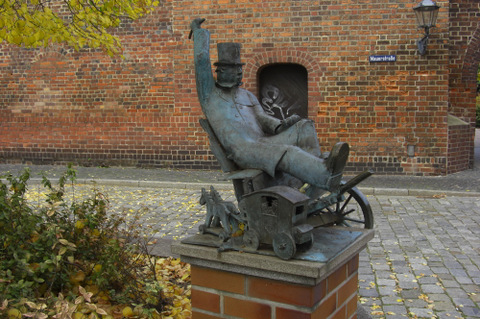
Skulptur Cottbuser Postkutscher
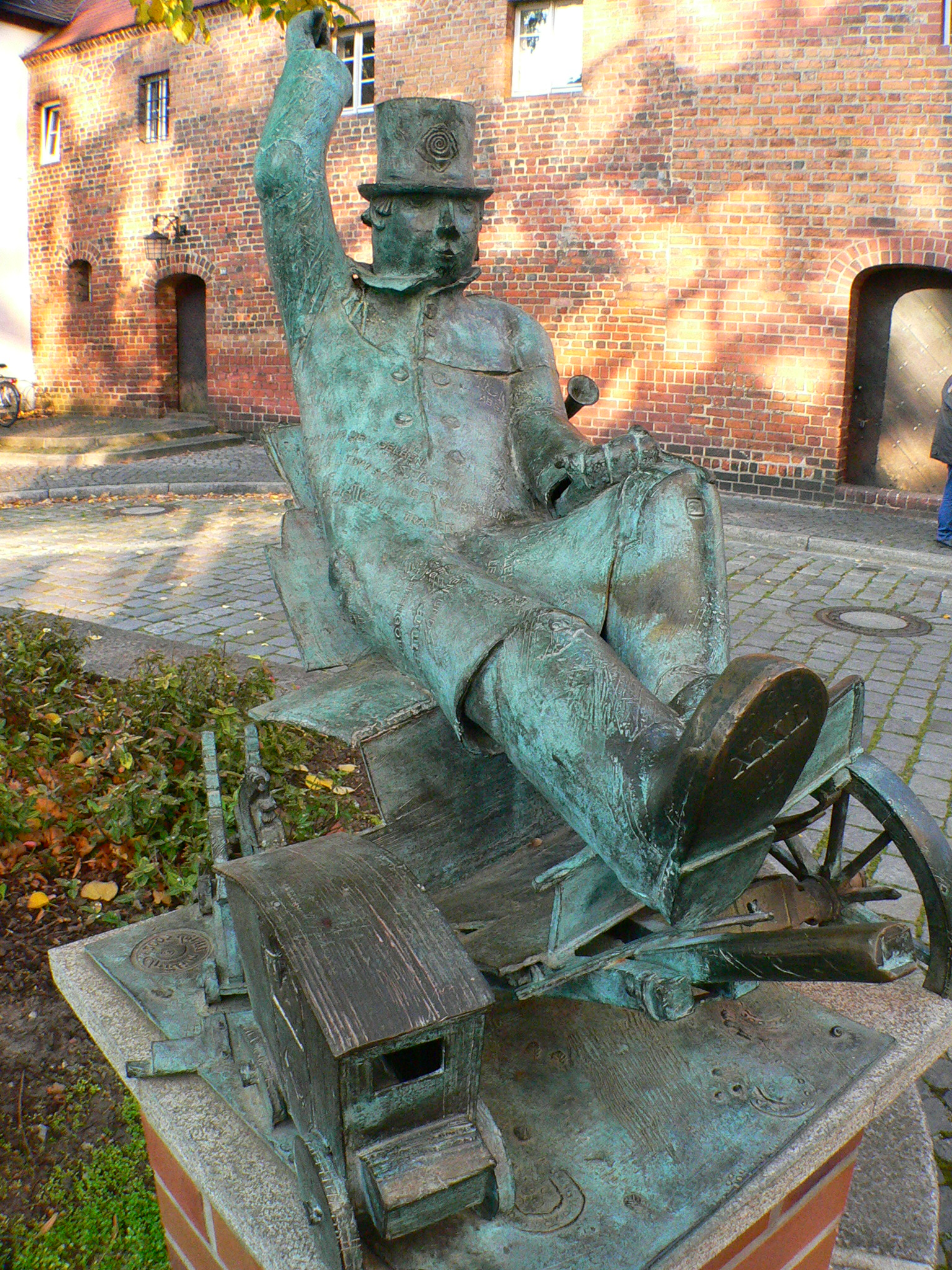
Skulptur Cottbuser Postkutscher
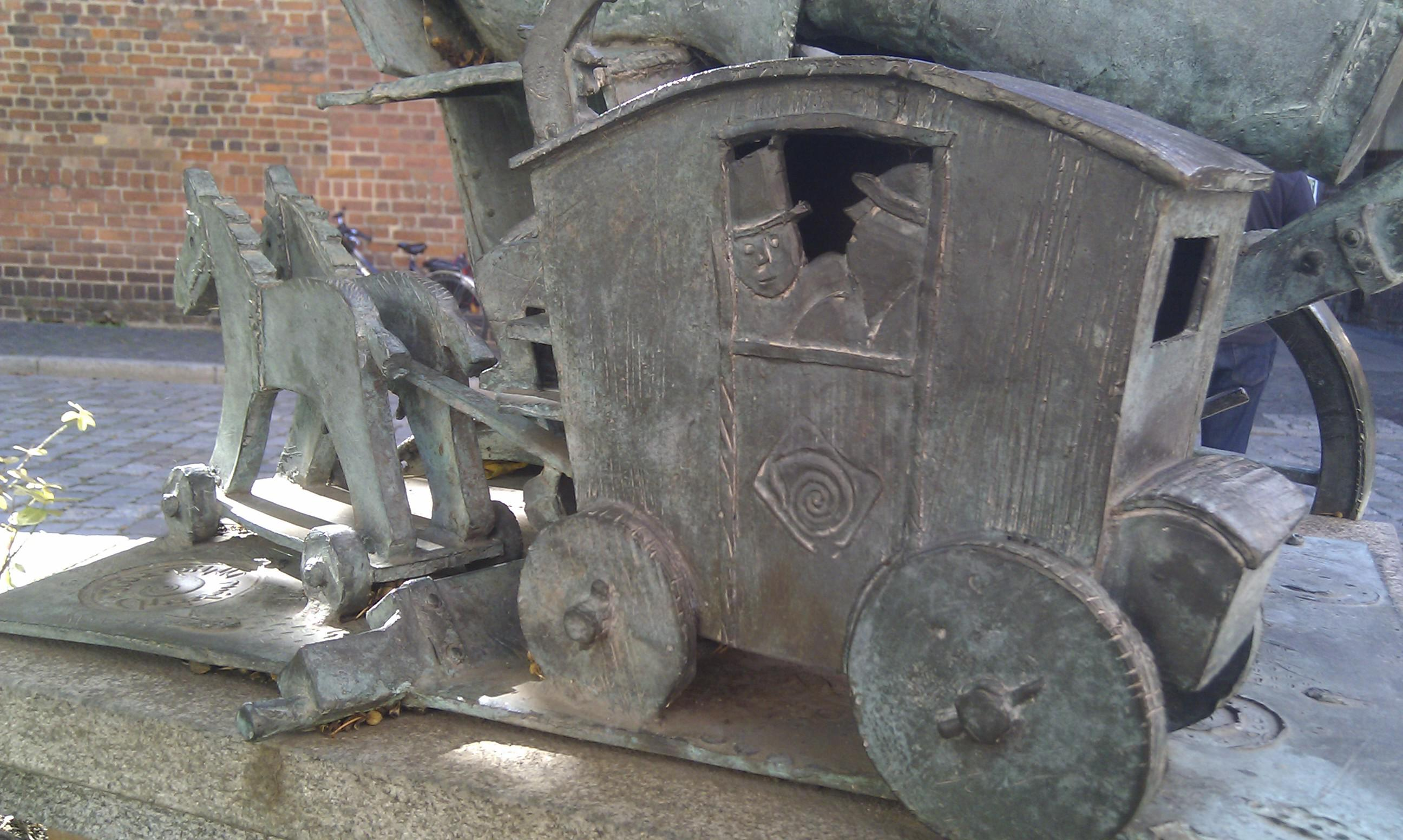
Postkutscher

Der Cottbuser Postkutscher wurde vor über 150 Jahren als Werbeidee geboren und auf einer Postkarte gemeinsam mit dem Zungenbrecher: „Der Cottbuser Postkutscher putzt den Cottbuser Postkutschkasten“ dargestellt.
Seitdem ist Cottbus in aller Munde. Der Postkutscher ist heute ein Werbeträger für die Stadt. Es werden viele Veranstaltungen mit ihm und Stadtführungen angeboten. Es existiert eine eigene Internetseite. Die Plastik „Der Cottbusser Postkutscher“ ist ein Geschenk des Turmvereins an die Stadt Cottbus. Sie steht seit 2006 am Stadttor (Lindenpforte) und wurde vom Künstler Christian Uhlig aus Angermünde gestaltet.